# Liga a IV-a 2015-2016
Liga a IV-a 2015-2016 a fost cel de-al 74-lea sezon al Ligii a IV-a, al patrulea nivel al sistemului de ligi ale fotbalului românesc. Echipele campioane ale fiecărei asociații județene joacă un meci de baraj pentru promovarea în Liga a III-a.

## Campionate județene
| - Alba (AB) - Arad (AR) - Argeș (AG) - Bacău (BC) - Bihor (BH) - Bistrița-Năsăud (BN) - Botoșani (BT) - Brașov (BV) - Brăila (BR) - București (B) - Buzău (BZ) | - Caraș-Severin (CS) - Călărași (CL) - Cluj (CJ) - Constanța (CT) - Covasna (CV) - Dâmbovița (DB) - Dolj (DJ) - Galați (GL) - Giurgiu (GR) - Gorj (GJ) - Harghita (HR) | - Hunedoara (HD) - Ialomița (IL) - Iași (IS) - Ilfov (IF) - Maramureș (MM) - Mehedinți (MH) - Mureș (MS) - Neamț (NT) - Olt (OT) - Prahova (PH) | - Satu Mare (SM) - Sălaj (SJ) - Sibiu (SB) - Suceava (SV) - Teleorman (TR) - Timiș (TM) - Tulcea (TL) - Vaslui (VS) - Vâlcea (VL) - Vrancea (VN) |

## Baraj promovare Liga a III-a
Meciurile sunt programate pentru a se juca pe 18 și 25 iunie 2016.
| Sportul Chiscani (BR)         | 6–3      | (TL) Șoimii Topolog \|\|2–2\|\|4–1              |
| Venus Independența (CL)       | 4–6      | (CT) Axiopolis Cernavodă \|\|4–3\|\|0–3         |
| Arsenal Malu (GR)             | 6–1      | (B) Progresul București \|\|2–0\|\|4–1          |
| Voința Crevedia (IF)          | 2–5      | (DB) Flacăra Moreni \|\|2–2\|\|0–3              |
| Euromania Dumbrăveni (VN)     | 1–5      | (PH) Păulești \|\|1–3\|\|0–2                    |
| Petrolul Berca (BZ)           | 4–3      | (CV) Nemere Ghelința \|\|4–2\|\|0–1             |
| Pajura Huși (VS)              | 2–7      | (GL) Avântul Valea Mărului \|\|1–4\|\|1–3       |
| Siretul Lespezi (IS)          | 3–1      | (BC) Gauss Răcăciuni \|\|2–1\|\|1–0             |
| Voința Ion Creangă (NT)       | 5–2      | (BT) Luceafărul Mihai Eminescu \|\|0–1\|\|5–1   |
| Bistrița (BN)                 | 1–1      | (SV) Șomuz Fălticeni \|\|0–0\|\|1–1             |
| Viitorul Ulmeni (MM)          | 8–0      | (SJ) Unirea Mirșid \|\|1–0\|\|7–0               |
| Hidișelu de Sus (BH)          | w/o      | (SM) Recolta Dorolț \|\|w/o\|\|w/o              |
| Mureșul Vințu de Jos (AB)     | 4–0      | (MS) Mureșul Luduș \|\|1–0\|\|3–0               |
| Gloria Lunca-Teuz Cermei (AR) | 3–2 d.p. | (CJ) Viitorul Feleacu \|\|1–0\|\|2–2 d.p.       |
| Ripensia Timișoara (TM)       | 7–0      | (HD) Hercules Lupeni \|\|4–0\|\|3–0             |
| Pandurii Cerneți (MH)         | 1–9      | (CS) CSM Școlar Reșița \|\|1–6\|\|0–3 (forfait) |
| Șirineasa (VL)                | 5–4      | (DJ) Tractorul Cetate \|\|4–1\|\|1–3            |
| Hermannstadt (SB)             | 6–1      | (GJ) Gilortul Târgu Cărbunești \|\|1–0\|\|5–1   |
| Recolta Stoicănești (OT)      | 2–5      | (AG) Argeș 1953 Pitești \|\|1–1\|\|1–4          |
| Unirea Cristuru Secuiesc (HR) | 3–3      | (BV) Olimpic Cetate Râșnov \|\|3–1\|\|0–2       |
| Alexandria (TR)               | 4–2      | (IL) Andrias Andrășești \|\|3–1\|\|1–1          |

## Clasamente Liga a IV-a

### Alba
| Loc | Echipa                      | MJ | V  | E | Î  | GM  | GP  | DG  | Pct | Calificare sau retrogradare         |
| --- | --------------------------- | -- | -- | - | -- | --- | --- | --- | --- | ----------------------------------- |
| 1   | Mureșul Vințu de Jos (C, Q) | 30 | 23 | 4 | 3  | 100 | 20  | +80 | 73  | Qualification to promotion play-off |
| 2   | Șurianu Sebeș               | 30 | 21 | 6 | 3  | 78  | 19  | +59 | 69  |                                     |
| 3   | Viitorul Sântimbru          | 30 | 21 | 1 | 8  | 73  | 30  | +43 | 64  |                                     |
| 4   | Euro Șpring                 | 30 | 20 | 2 | 8  | 66  | 44  | +22 | 62  |                                     |
| 5   | Ocna Mureș                  | 30 | 16 | 7 | 7  | 56  | 34  | +22 | 55  |                                     |
| 6   | Dalia Sport Daia Romană     | 30 | 15 | 7 | 8  | 64  | 39  | +25 | 52  |                                     |
| 7   | Pianu                       | 30 | 15 | 6 | 9  | 71  | 49  | +22 | 51  |                                     |
| 8   | Unirea Alba Iulia           | 30 | 13 | 6 | 11 | 50  | 40  | +10 | 45  |                                     |
| 9   | Inter Ciugud                | 30 | 10 | 6 | 14 | 45  | 47  | −2  | 36  |                                     |
| 10  | Viitorul Spicul Daia Romană | 30 | 10 | 5 | 15 | 46  | 48  | −2  | 35  |                                     |
| 11  | CIL Blaj                    | 30 | 11 | 2 | 17 | 54  | 66  | −12 | 35  |                                     |
| 12  | Rapid CFR Teiuș             | 30 | 8  | 4 | 18 | 33  | 94  | −61 | 28  |                                     |
| 13  | Olimpia Aiud                | 30 | 7  | 6 | 17 | 30  | 64  | −34 | 27  |                                     |
| 14  | Energia Săsciori (R)        | 30 | 6  | 4 | 20 | 36  | 74  | −38 | 22  | Relegation to Liga V Alba           |
| 15  | Gaz Metan Valea Lungă (R)   | 30 | 5  | 3 | 22 | 30  | 74  | −44 | 18  | Relegation to Liga V Alba           |
| 16  | Cuprirom Abrud (R)          | 30 | 3  | 3 | 24 | 28  | 118 | −90 | 12  | Relegation to Liga V Alba           |

### Arad
| Loc | Echipa                          | MJ | V  | E | Î  | GM | GP | DG  | Pct | Calificare sau retrogradare         |
| --- | ------------------------------- | -- | -- | - | -- | -- | -- | --- | --- | ----------------------------------- |
| 1   | Gloria Lunca-Teuz Cermei (C, Q) | 26 | 21 | 4 | 1  | 88 | 24 | +64 | 67  | Qualification to promotion play-off |
| 2   | Unirea Sântana                  | 26 | 21 | 2 | 3  | 82 | 24 | +58 | 65  |                                     |
| 3   | Crișul Chișineu-Criș            | 26 | 20 | 2 | 4  | 63 | 28 | +35 | 62  |                                     |
| 4   | Progresul Pecica                | 26 | 19 | 3 | 4  | 68 | 22 | +46 | 60  |                                     |
| 5   | Frontiera Curtici               | 26 | 11 | 6 | 9  | 40 | 32 | +8  | 39  |                                     |
| 6   | Șoimii Lipova                   | 26 | 10 | 5 | 11 | 50 | 35 | +15 | 35  |                                     |
| 7   | UTA Arad II                     | 26 | 10 | 5 | 11 | 41 | 46 | −5  | 35  |                                     |
| 8   | Păulișana                       | 26 | 8  | 5 | 13 | 39 | 62 | −23 | 29  |                                     |
| 9   | Victoria Zăbrani                | 26 | 8  | 4 | 14 | 26 | 53 | −27 | 28  |                                     |
| 10  | Victoria Felnac                 | 26 | 7  | 4 | 15 | 29 | 54 | −25 | 25  |                                     |
| 11  | Glogovăț                        | 26 | 5  | 6 | 15 | 38 | 60 | −22 | 21  |                                     |
| 12  | Voința Mailat                   | 26 | 5  | 5 | 16 | 25 | 53 | −28 | 20  |                                     |
| 13  | Aqua Vest Arad (R)              | 26 | 5  | 3 | 18 | 33 | 89 | −56 | 18  | Relegation to Liga V Arad           |
| 14  | Șoimii Șimand (R)               | 26 | 4  | 2 | 20 | 34 | 74 | −40 | 14  | Relegation to Liga V Arad           |

### Argeș
| Loc | Echipa              | MJ | V  | E | Î  | GM | GP  | DG   | Pct | Calificare                              |
| --- | ------------------- | -- | -- | - | -- | -- | --- | ---- | --- | --------------------------------------- |
| 1   | Argeș 1953 Pitești  | 22 | 19 | 1 | 2  | 94 | 14  | +80  | 58  | Qualification for championship play-off |
| 2   | Unirea Bascov       | 22 | 19 | 1 | 2  | 92 | 14  | +78  | 58  | Qualification for championship play-off |
| 3   | Victoria Buzoiești  | 22 | 15 | 2 | 5  | 76 | 30  | +46  | 47  | Qualification for championship play-off |
| 4   | Mioveni II          | 22 | 13 | 5 | 4  | 78 | 27  | +51  | 44  | Qualification for championship play-off |
| 5   | Gloria Berevoești   | 22 | 11 | 4 | 7  | 45 | 26  | +19  | 37  | Qualification for championship play-off |
| 6   | Olimpia Suseni      | 22 | 11 | 1 | 10 | 58 | 55  | +3   | 34  | Qualification for championship play-off |
| 7   | Vulturii Priboieni  | 22 | 9  | 3 | 10 | 61 | 57  | +4   | 30  | Qualification for relegation play-out   |
| 8   | Sporting Pitești    | 22 | 8  | 1 | 13 | 48 | 66  | −18  | 25  | Qualification for relegation play-out   |
| 9   | Rucăr               | 22 | 5  | 2 | 15 | 29 | 79  | −50  | 17  | Qualification for relegation play-out   |
| 10  | DLR Pitești         | 22 | 3  | 5 | 14 | 33 | 65  | −32  | 14  | Qualification for relegation play-out   |
| 11  | Micești             | 22 | 3  | 2 | 17 | 25 | 88  | −63  | 11  | Qualification for relegation play-out   |
| 12  | Viitorul Ștefănești | 22 | 2  | 1 | 19 | 21 | 139 | −118 | 7   | Qualification for relegation play-out   |

1. 1 2  Argeș 1953 Pitești–Unirea Bascov 2–1; Unirea Bascov–Argeș 1953 Pitești 0–2.

#### Championship play-off
| Loc | Echipa                    | MJ | V | E | Î | GM | GP | DG  | Pct | Calificare                           |
| --- | ------------------------- | -- | - | - | - | -- | -- | --- | --- | ------------------------------------ |
| 1   | Argeș 1953 Pitești (C, Q) | 10 | 9 | 0 | 1 | 42 | 6  | +36 | 56  | Qualification for promotion play-off |
| 2   | Unirea Bascov             | 10 | 8 | 1 | 1 | 33 | 6  | +27 | 54  |                                      |
| 3   | Mioveni II                | 10 | 5 | 0 | 5 | 22 | 25 | −3  | 37  |                                      |
| 4   | Gloria Berevoești         | 10 | 5 | 0 | 5 | 18 | 25 | −7  | 34  |                                      |
| 5   | Victoria Buzoiești        | 10 | 1 | 1 | 8 | 8  | 25 | −17 | 28  |                                      |
| 6   | Olimpia Suseni            | 10 | 1 | 0 | 9 | 10 | 46 | −36 | 20  |                                      |

#### Relegation play-out
| Loc | Echipa                  | MJ | V | E | Î | GM | GP | DG  | Pct | Retrogradare               |
| --- | ----------------------- | -- | - | - | - | -- | -- | --- | --- | -------------------------- |
| 7   | Vulturii Priboieni      | 10 | 7 | 1 | 2 | 41 | 13 | +28 | 37  |                            |
| 8   | Micești                 | 10 | 8 | 1 | 1 | 41 | 17 | +24 | 31  |                            |
| 9   | Sporting Pitești        | 10 | 4 | 1 | 5 | 32 | 31 | +1  | 26  |                            |
| 10  | DLR Pitești             | 10 | 5 | 1 | 4 | 32 | 22 | +10 | 23  |                            |
| 11  | Rucăr (R)               | 10 | 3 | 0 | 7 | 17 | 44 | −27 | 18  | Relegation to Liga V Argeș |
| 12  | Viitorul Ștefănești (R) | 10 | 1 | 0 | 9 | 11 | 47 | −36 | 7   | Relegation to Liga V Argeș |

### Bacău
| Loc | Echipa                     | MJ | V  | E  | Î  | GM  | GP  | DG   | Pct | Calificare sau retrogradare         |
| --- | -------------------------- | -- | -- | -- | -- | --- | --- | ---- | --- | ----------------------------------- |
| 1   | Gauss Răcăciuni (C, Q)     | 32 | 26 | 2  | 4  | 110 | 41  | +69  | 80  | Qualification to promotion play-off |
| 2   | Biruința Letea Veche Bacău | 32 | 21 | 5  | 6  | 104 | 36  | +68  | 68  |                                     |
| 3   | Viitorul Nicolae Bălcescu  | 32 | 21 | 4  | 7  | 111 | 31  | +80  | 67  |                                     |
| 4   | Tescani                    | 32 | 21 | 2  | 9  | 102 | 47  | +55  | 65  |                                     |
| 5   | Voința Gârleni             | 32 | 19 | 7  | 6  | 79  | 36  | +43  | 64  |                                     |
| 6   | Filipești                  | 32 | 19 | 4  | 9  | 80  | 51  | +29  | 61  |                                     |
| 7   | Vulturul Măgirești         | 32 | 16 | 9  | 7  | 91  | 61  | +30  | 57  |                                     |
| 8   | Gloria Zemeș               | 32 | 16 | 5  | 11 | 93  | 77  | +16  | 53  |                                     |
| 9   | Viitorul Curița            | 32 | 13 | 7  | 12 | 82  | 69  | +13  | 46  |                                     |
| 10  | Dofteana                   | 32 | 10 | 11 | 11 | 78  | 64  | +14  | 41  |                                     |
| 11  | Moinești                   | 32 | 10 | 4  | 18 | 66  | 88  | −22  | 34  |                                     |
| 12  | Măgura Cașin               | 32 | 9  | 5  | 18 | 63  | 90  | −27  | 32  |                                     |
| 13  | Siretul Bacău              | 32 | 7  | 7  | 18 | 56  | 96  | −40  | 28  |                                     |
| 14  | Negri                      | 32 | 9  | 1  | 22 | 51  | 135 | −84  | 28  |                                     |
| 15  | Voința Oituz               | 32 | 7  | 3  | 22 | 47  | 116 | −69  | 24  |                                     |
| 16  | Târgu Ocna (R)             | 32 | 5  | 5  | 22 | 61  | 122 | −61  | 20  | Relegation to Liga V Bacău          |
| 17  | Flamura Roșie Sascut (R)   | 32 | 2  | 1  | 29 | 26  | 140 | −114 | 7   | Relegation to Liga V Bacău          |
| 18  | Viva Activ Buhuși (R)      | 0  | 0  | 0  | 0  | 0   | 0   | 0    | 0   | Expelled                            |

1. 1 2  Siretul Bacău–Negri 5–1; Negri–Siretul Bacău 2–4
2. ↑  Viva Activ Buhuși withdrew after 8 rounds and all its results were canceled.[11]

### Bihor
| Loc | Echipa                   | MJ | V  | E | Î  | GM | GP  | DG   | Pct | Calificare sau retrogradare          |
| --- | ------------------------ | -- | -- | - | -- | -- | --- | ---- | --- | ------------------------------------ |
| 1   | Hidișelu de Sus (C, Q)   | 26 | 20 | 5 | 1  | 81 | 18  | +63  | 65  | Qualification for promotion play-off |
| 2   | Diosig                   | 26 | 21 | 2 | 3  | 94 | 30  | +64  | 65  |                                      |
| 3   | Crișul Sântandrei        | 26 | 19 | 1 | 6  | 83 | 34  | +49  | 58  |                                      |
| 4   | Bihorul Beiuș            | 26 | 16 | 3 | 7  | 77 | 28  | +49  | 51  |                                      |
| 5   | Mădăras                  | 26 | 16 | 1 | 9  | 69 | 37  | +32  | 49  |                                      |
| 6   | Ștei                     | 26 | 15 | 4 | 7  | 43 | 31  | +12  | 49  |                                      |
| 7   | Unirea Valea lui Mihai   | 26 | 14 | 4 | 8  | 64 | 40  | +24  | 46  |                                      |
| 8   | Universitatea Oradea     | 26 | 10 | 3 | 13 | 48 | 51  | −3   | 33  |                                      |
| 9   | Olimpia Salonta          | 26 | 9  | 5 | 12 | 57 | 66  | −9   | 32  |                                      |
| 10  | Viitorul Marghita        | 26 | 10 | 2 | 14 | 42 | 52  | −10  | 32  |                                      |
| 11  | Viitorul Borș            | 26 | 6  | 3 | 17 | 35 | 64  | −29  | 21  |                                      |
| 12  | Crișul Aleșd             | 26 | 4  | 2 | 20 | 28 | 65  | −37  | 11  |                                      |
| 13  | Locadin Țețchea          | 26 | 3  | 0 | 23 | 31 | 128 | −97  | 9   |                                      |
| 14  | Victoria Avram Iancu (R) | 26 | 1  | 1 | 24 | 27 | 135 | −108 | 4   | Relegation to Liga V Bihor           |
| 15  | Partium Oradea (R)       | 0  | 0  | 0 | 0  | 0  | 0   | 0    | 0   | Expelled                             |
| 16  | Bihor Oradea II (R)      | 0  | 0  | 0 | 0  | 0  | 0   | 0    | 0   | Expelled                             |

1. 1 2  Diosig–Hidișelu de Sus 0–1; Hidișelu de Sus–Diosig 0–0;
2. 1 2  Mădăras–Ștei 1–2; Ștei–Mădăras 0–3;
3. 1 2  Viitorul Marghita–Olimpia Salonta 1–1; Olimpia Salonta–Viitorul Marghita 5–2;
4. ↑  Crișul Aleșd deducted 3 points
5. ↑  Partium Oradea was excluded after 3 rounds and all the results were canceled.[13]
6. ↑  Bihor Oradea II was excluded after 2 rounds and all the results were canceled.

### Bistrița-Năsăud
| Loc | Echipa               | MJ | V  | E | Î  | GM  | GP | DG   | Pct | Calificare sau retrogradare          |
| --- | -------------------- | -- | -- | - | -- | --- | -- | ---- | --- | ------------------------------------ |
| 1   | Bistrița (C, Q)      | 24 | 20 | 4 | 0  | 130 | 17 | +113 | 64  | Qualification to promotion play-off  |
| 2   | Dumitra              | 24 | 20 | 3 | 1  | 116 | 29 | +87  | 63  |                                      |
| 3   | Progresul Năsăud     | 24 | 15 | 3 | 6  | 83  | 49 | +34  | 48  |                                      |
| 4   | Voința Cetate        | 24 | 13 | 2 | 9  | 64  | 48 | +16  | 41  |                                      |
| 5   | Heniu Leșu           | 24 | 13 | 1 | 10 | 65  | 54 | +11  | 40  |                                      |
| 6   | Atletico Monor       | 24 | 12 | 4 | 8  | 52  | 50 | +2   | 40  |                                      |
| 7   | Luceafărul Șieu      | 24 | 12 | 1 | 11 | 56  | 62 | −6   | 37  |                                      |
| 8   | Silvicultorul Maieru | 24 | 8  | 4 | 12 | 71  | 84 | −13  | 28  |                                      |
| 9   | Voința Livezile      | 24 | 6  | 3 | 15 | 48  | 84 | −36  | 21  |                                      |
| 10  | Viitorul Lechința    | 24 | 7  | 0 | 17 | 38  | 88 | −50  | 21  |                                      |
| 11  | Eciro Forest Telciu  | 24 | 6  | 3 | 15 | 26  | 77 | −51  | 21  |                                      |
| 12  | Spicul Salva         | 24 | 4  | 3 | 17 | 39  | 85 | −46  | 15  |                                      |
| 13  | Progresul Tăure (R)  | 24 | 3  | 3 | 18 | 33  | 94 | −61  | 12  | Relegation to Liga V Bistrița-Năsăud |

### Botoșani
| Loc | Echipa                           | MJ | V  | E | Î  | GM  | GP  | DG   | Pct | Calificare sau retrogradare          |
| --- | -------------------------------- | -- | -- | - | -- | --- | --- | ---- | --- | ------------------------------------ |
| 1   | Luceafărul Mihai Eminescu (C, Q) | 28 | 26 | 0 | 2  | 153 | 28  | +125 | 78  | Qualification to promotion play-off  |
| 2   | TransDor Tudora                  | 28 | 22 | 2 | 4  | 131 | 32  | +99  | 68  |                                      |
| 3   | Sănătatea Darabani               | 28 | 20 | 2 | 6  | 88  | 35  | +53  | 61  |                                      |
| 4   | Europa Hilișeu                   | 28 | 14 | 6 | 8  | 75  | 67  | +8   | 48  |                                      |
| 5   | Flacăra Vlăsinești               | 28 | 14 | 5 | 9  | 63  | 42  | +21  | 47  |                                      |
| 6   | Prosport Vârfu Câmpului          | 28 | 11 | 8 | 9  | 62  | 44  | +18  | 40  |                                      |
| 7   | Sportivul Trușești               | 28 | 14 | 1 | 13 | 64  | 55  | +9   | 40  |                                      |
| 8   | Bucovina Rogojești               | 28 | 11 | 2 | 15 | 56  | 75  | −19  | 35  |                                      |
| 9   | Avântul Albești                  | 28 | 12 | 3 | 13 | 66  | 60  | +6   | 33  |                                      |
| 10  | Răchiți                          | 28 | 9  | 6 | 13 | 53  | 54  | −1   | 33  |                                      |
| 11  | Rapid Ungureni                   | 28 | 9  | 4 | 15 | 34  | 58  | −24  | 31  |                                      |
| 12  | Viitorul Blândești               | 28 | 8  | 5 | 15 | 47  | 77  | −30  | 29  |                                      |
| 13  | Flacăra 1907 Flămânzi (R)        | 28 | 8  | 1 | 19 | 51  | 99  | −48  | 25  | Qualification to relegation play-off |
| 14  | Speranta Dumbrăvița (R)          | 28 | 6  | 2 | 20 | 45  | 125 | −80  | 20  | Qualification to relegation play-off |
| 15  | Bucecea (R)                      | 28 | 2  | 1 | 25 | 18  | 155 | −137 | 7   | Relegation to Liga V Botoșani        |
| 16  | Șoimii Bălușeni (D)              | 0  | 0  | 0 | 0  | 0   | 0   | 0    | 0   | Withdrew                             |

1. 1 2  Sănătatea Darabani and Prosport Vârfu Câmpului were penalized by a double forfeit for the match from round 12. (Result: 0-0) and were deducted with 1 point.
2. ↑  Sportivul Trușești deducted 3 points.
3. ↑  Avântul Albești deducted 6 points.
4. ↑  Șoimii Bălușeni withdrew in the first part of the season and all its results were canceled.

#### Relegation play-off
The 13th and 14th-placed teams of the Liga IV faces the 2nd placed teams from the two series of Liga V Botoșani.
| Echipa 1              | Scor                | Echipa 2             |
| --------------------- | ------------------- | -------------------- |
| Flacăra 1907 Flămânzi | 0–2                 | Voința Șendriceni    |
| Speranta Dumbrăvița   | 4–4 d.p. 5–6 d.l.d. | Progresul Ștefănești |

### Brașov
| Loc | Echipa                       | MJ | V  | E  | Î  | GM | GP  | DG  | Pct | Calificare sau retrogradare         |
| --- | ---------------------------- | -- | -- | -- | -- | -- | --- | --- | --- | ----------------------------------- |
| 1   | Olimpic Cetate Râșnov (C, Q) | 30 | 20 | 9  | 1  | 86 | 16  | +70 | 69  | Qualification to promotion play-off |
| 2   | Codlea                       | 30 | 20 | 6  | 4  | 92 | 33  | +59 | 66  |                                     |
| 3   | Zărnești                     | 30 | 20 | 3  | 7  | 87 | 40  | +47 | 63  |                                     |
| 4   | Inter Cristian               | 30 | 19 | 5  | 6  | 91 | 29  | +62 | 62  |                                     |
| 5   | Precizia Săcele              | 30 | 15 | 7  | 8  | 83 | 46  | +37 | 52  |                                     |
| 6   | Hălchiu 2013                 | 30 | 14 | 10 | 6  | 57 | 31  | +26 | 52  |                                     |
| 7   | Viitorul Ghimbav             | 30 | 14 | 10 | 6  | 56 | 32  | +24 | 52  |                                     |
| 8   | Aripile Brașov               | 30 | 15 | 5  | 10 | 51 | 45  | +6  | 50  |                                     |
| 9   | Chimia Victoria              | 30 | 14 | 6  | 10 | 62 | 48  | +14 | 48  |                                     |
| 10  | Oltul Fǎgǎraș                | 30 | 12 | 4  | 14 | 59 | 71  | −12 | 40  |                                     |
| 11  | Cetatea Rupea-Homorod        | 30 | 10 | 2  | 18 | 48 | 82  | −34 | 32  |                                     |
| 12  | Carpați Berivoi              | 30 | 8  | 5  | 17 | 47 | 83  | −36 | 29  |                                     |
| 13  | Energia Unirea Feldioara     | 30 | 6  | 4  | 20 | 36 | 92  | −56 | 22  |                                     |
| 14  | Olimpic Voila                | 30 | 4  | 4  | 22 | 32 | 90  | −58 | 16  | Spared from relegation              |
| 15  | Prietenii Rupea (R)          | 30 | 3  | 4  | 23 | 24 | 93  | −69 | 13  | Relegation to Liga V Brașov         |
| 16  | Bran (R)                     | 30 | 2  | 4  | 24 | 31 | 111 | −80 | 10  | Relegation to Liga V Brașov         |

1. ↑  Olimpic Voila was spared from relegation due to the promotion of Olimpic Cetate Râșnov in Liga III.

### Brăila
| Loc | Echipa                      | MJ | V  | E | Î  | GM | GP  | DG  | Pct | Calificare                             |
| --- | --------------------------- | -- | -- | - | -- | -- | --- | --- | --- | -------------------------------------- |
| 1   | Sportul Chiscani            | 22 | 21 | 1 | 0  | 92 | 15  | +77 | 64  | Qualification to championship play-off |
| 2   | Viitorul Ianca              | 22 | 13 | 5 | 4  | 63 | 28  | +35 | 44  | Qualification to championship play-off |
| 3   | Victoria Traian             | 22 | 14 | 2 | 6  | 78 | 47  | +31 | 44  | Qualification to championship play-off |
| 4   | Dacia Unirea Brăila II      | 22 | 13 | 4 | 5  | 74 | 47  | +27 | 43  | Qualification to championship play-off |
| 5   | Viitorul Însurăței          | 22 | 13 | 2 | 7  | 79 | 50  | +29 | 41  | Qualification to championship play-off |
| 6   | Victoria Cazasu             | 22 | 9  | 4 | 9  | 61 | 46  | +15 | 31  | Qualification to championship play-off |
| 7   | Pandurii Tudor Vladimirescu | 22 | 9  | 1 | 12 | 64 | 55  | +9  | 28  | Qualification to championship play-out |
| 8   | Făurei                      | 22 | 8  | 3 | 11 | 46 | 67  | −21 | 27  | Qualification to championship play-out |
| 9   | Voința Plopu                | 22 | 7  | 4 | 11 | 63 | 82  | −19 | 25  | Qualification to championship play-out |
| 10  | Voința Vișani               | 22 | 5  | 3 | 14 | 41 | 91  | −50 | 18  | Qualification to championship play-out |
| 11  | Gloria Movila Miresii       | 22 | 3  | 1 | 18 | 28 | 72  | −44 | 10  | Qualification to championship play-out |
| 12  | Voința Șuțești              | 22 | 1  | 2 | 19 | 26 | 115 | −89 | 5   | Qualification to championship play-out |

#### Championship play-off
The teams started the play-off with only the points achieved in the regular season against the other qualified teams.
| Loc | Echipa                  | MJ | V | E | Î | GM | GP | DG  | Pct | Calificare                          |
| --- | ----------------------- | -- | - | - | - | -- | -- | --- | --- | ----------------------------------- |
| 1   | Sportul Chiscani (C, Q) | 10 | 8 | 0 | 2 | 57 | 11 | +46 | 52  | Qualification to promotion play-off |
| 2   | Viitorul Ianca          | 10 | 6 | 0 | 4 | 36 | 16 | +20 | 32  |                                     |
| 3   | Victoria Cazasu         | 10 | 6 | 2 | 2 | 37 | 22 | +15 | 29  |                                     |
| 4   | Dacia Unirea Brăila II  | 10 | 5 | 1 | 4 | 37 | 17 | +20 | 27  |                                     |
| 5   | Victoria Traian         | 10 | 2 | 1 | 7 | 24 | 66 | −42 | 21  |                                     |
| 6   | Viitorul Însurăței      | 10 | 0 | 2 | 8 | 14 | 73 | −59 | 10  |                                     |

#### Championship play-out
The teams started the play-out with only the points achieved in the regular season against the other qualified teams.
| Loc | Echipa                      | MJ | V | E | Î | GM | GP | DG  | Pct | Retrogradare                |
| --- | --------------------------- | -- | - | - | - | -- | -- | --- | --- | --------------------------- |
| 7   | Pandurii Tudor Vladimirescu | 10 | 8 | 0 | 2 | 52 | 14 | +38 | 45  |                             |
| 8   | Voința Plopu                | 10 | 5 | 1 | 4 | 38 | 19 | +19 | 35  |                             |
| 9   | Făurei                      | 10 | 5 | 1 | 4 | 24 | 25 | −1  | 35  |                             |
| 10  | Gloria Movila Miresii       | 10 | 6 | 0 | 4 | 32 | 23 | +9  | 25  |                             |
| 11  | Voința Vișani               | 10 | 2 | 1 | 7 | 21 | 43 | −22 | 22  | Spared from relegation      |
| 12  | Voința Șuțești (R)          | 10 | 2 | 1 | 7 | 16 | 59 | −43 | 12  | Relegation to Liga V Brăila |

1. ↑  Voința Vișani was spared from relegation due to the promotion of Sportul Chiscani in Liga III.

### București
| Loc | Echipa                       | MJ | V  | E | Î  | GM  | GP  | DG  | Pct | Calificare sau retrogradare         |
| --- | ---------------------------- | -- | -- | - | -- | --- | --- | --- | --- | ----------------------------------- |
| 1   | Progresul București (Q)      | 26 | 19 | 5 | 2  | 74  | 21  | +53 | 62  | Qualification to promotion play-off |
| 2   | Electroaparataj București    | 26 | 20 | 2 | 4  | 69  | 18  | +51 | 62  |                                     |
| 3   | Comprest GIM București       | 26 | 19 | 3 | 4  | 80  | 44  | +36 | 60  |                                     |
| 4   | Sportul Studențesc București | 26 | 21 | 4 | 1  | 114 | 22  | +92 | 57  |                                     |
| 5   | Termo București              | 26 | 15 | 4 | 7  | 60  | 32  | +28 | 49  |                                     |
| 6   | Metaloglobus București II    | 26 | 14 | 1 | 11 | 77  | 49  | +28 | 43  |                                     |
| 7   | Unirea Tricolor București    | 26 | 10 | 4 | 12 | 59  | 61  | −2  | 34  |                                     |
| 8   | Venus București              | 26 | 11 | 1 | 14 | 48  | 55  | −7  | 34  |                                     |
| 9   | Electrica București          | 26 | 9  | 0 | 17 | 40  | 54  | −14 | 27  |                                     |
| 10  | Frăția București             | 26 | 8  | 3 | 15 | 48  | 81  | −33 | 27  |                                     |
| 11  | Romprim București            | 26 | 9  | 0 | 17 | 53  | 116 | −63 | 27  |                                     |
| 12  | Victoria București           | 26 | 6  | 1 | 19 | 45  | 97  | −52 | 19  |                                     |
| 13  | VK Soccer București          | 25 | 3  | 0 | 22 | 19  | 84  | −65 | 9   |                                     |
| 14  | LSM București                | 25 | 2  | 2 | 21 | 20  | 72  | −52 | 8   |                                     |

1. 1 2  Electroaparataj–Progresul 1–2; Progresul–Electroaparataj 0–1;
2. ↑  Sportul Studențesc deducted 10 points.
3. 1 2  VK Soccer and LSM excluded in the second part of the season and lost all remaining matches with 0–3.[22]

### Buzău
| Loc | Echipa                    | MJ | V  | E | Î  | GM  | GP  | DG   | Pct | Calificare sau retrogradare          |
| --- | ------------------------- | -- | -- | - | -- | --- | --- | ---- | --- | ------------------------------------ |
| 1   | Petrolul Berca (C, Q)     | 30 | 30 | 0 | 0  | 194 | 19  | +175 | 90  | Qualification to promotion play-off  |
| 2   | Metalul Buzău             | 30 | 25 | 2 | 3  | 188 | 26  | +162 | 77  |                                      |
| 3   | Voința Lanurile           | 30 | 23 | 4 | 3  | 158 | 23  | +135 | 73  |                                      |
| 4   | Avântul Zărnești          | 30 | 18 | 3 | 9  | 79  | 61  | +18  | 57  |                                      |
| 5   | Înfrățirea Zoița          | 30 | 18 | 1 | 11 | 73  | 59  | +14  | 55  |                                      |
| 6   | Locomotiva Viitorul Buzău | 30 | 13 | 3 | 14 | 79  | 81  | −2   | 42  |                                      |
| 7   | Com Sageata               | 30 | 11 | 5 | 14 | 72  | 80  | −8   | 38  |                                      |
| 8   | Diadema Gherăseni         | 30 | 10 | 8 | 12 | 61  | 71  | −10  | 38  |                                      |
| 9   | Șoimii Costești           | 30 | 12 | 2 | 16 | 80  | 91  | −11  | 38  |                                      |
| 10  | Șoimii Siriu              | 30 | 12 | 1 | 17 | 78  | 105 | −27  | 37  |                                      |
| 11  | Recolta Sălcioara         | 30 | 10 | 5 | 15 | 76  | 76  | 0    | 35  |                                      |
| 12  | Viitorul 08 Vernești      | 30 | 9  | 5 | 16 | 77  | 101 | −24  | 32  |                                      |
| 13  | Carpați Nehoiu            | 30 | 10 | 2 | 18 | 55  | 107 | −52  | 32  |                                      |
| 14  | Victoria Boboc (R)        | 30 | 9  | 3 | 18 | 45  | 77  | −32  | 30  | Qualification to relegation play-off |
| 15  | Gloria Vadu Pașii (R)     | 30 | 5  | 1 | 24 | 60  | 174 | −114 | 16  | Qualification to relegation play-off |
| 16  | Voința Lunca (R)          | 30 | 1  | 3 | 26 | 25  | 249 | −224 | 6   | Relegation to Liga V Buzău           |

#### Relegation play-off
The 14th and 15th-placed teams of Liga IV Buzău faces the 2nd-placed teams in the two series of Liga V Buzău.
| Victoria Boboc    | 2–9 | Partizanul Merei \|\|0–3\|\|2–6     |
| Gloria Vadu Pașii | 5–7 | Tricolorul Gălbinași \|\|4–4\|\|1–3 |

### Caraș-Severin
| Loc | Echipa                   | MJ | V  | E | Î  | GM  | GP  | DG   | Pct | Calificare sau retrogradare         |
| --- | ------------------------ | -- | -- | - | -- | --- | --- | ---- | --- | ----------------------------------- |
| 1   | CSM Școlar Reșița (C, Q) | 28 | 26 | 1 | 1  | 165 | 10  | +155 | 79  | Qualification to promotion play-off |
| 2   | Voința Lupac             | 28 | 23 | 4 | 1  | 194 | 28  | +166 | 73  |                                     |
| 3   | Rapid Buchin             | 28 | 18 | 2 | 8  | 103 | 50  | +53  | 56  |                                     |
| 4   | Oravița                  | 28 | 17 | 1 | 10 | 108 | 58  | +50  | 52  |                                     |
| 5   | Nera Bozovici            | 28 | 14 | 4 | 10 | 71  | 63  | +8   | 46  |                                     |
| 6   | Berzasca                 | 28 | 13 | 3 | 12 | 80  | 46  | +34  | 42  |                                     |
| 7   | Ad Mediam Mehadia        | 28 | 14 | 0 | 14 | 52  | 73  | −21  | 42  |                                     |
| 8   | Moldova Nouă             | 28 | 12 | 4 | 12 | 54  | 81  | −27  | 40  |                                     |
| 9   | Minerul Anina            | 28 | 12 | 3 | 13 | 77  | 87  | −10  | 39  |                                     |
| 10  | Muncitorul Reșița        | 28 | 9  | 4 | 15 | 64  | 119 | −55  | 31  |                                     |
| 11  | Agmonia Zăvoi            | 28 | 8  | 5 | 15 | 58  | 94  | −36  | 29  |                                     |
| 12  | Metalul Bocșa            | 28 | 8  | 3 | 17 | 41  | 84  | −43  | 27  |                                     |
| 13  | Hidrocon Marga           | 28 | 8  | 2 | 18 | 54  | 73  | −19  | 26  |                                     |
| 14  | Caransebeș II            | 28 | 7  | 3 | 18 | 57  | 73  | −16  | 24  |                                     |
| 15  | Negrea Reșița            | 28 | 1  | 1 | 26 | 23  | 262 | −239 | 4   |                                     |

### Călărași
| Loc | Echipa                     | MJ | V  | E | Î  | GM  | GP  | DG   | Pct | Calificare sau retrogradare         |
| --- | -------------------------- | -- | -- | - | -- | --- | --- | ---- | --- | ----------------------------------- |
| 1   | Venus Independența (C, Q)  | 30 | 24 | 5 | 1  | 140 | 26  | +114 | 77  | Qualification to promotion play-off |
| 2   | Victoria Chirnogi          | 30 | 23 | 3 | 4  | 129 | 36  | +93  | 72  |                                     |
| 3   | Dunărea Ciocănești         | 30 | 18 | 5 | 7  | 86  | 44  | +42  | 59  |                                     |
| 4   | Agricola Borcea            | 30 | 20 | 3 | 7  | 115 | 51  | +64  | 63  |                                     |
| 5   | Unirea Mânăstirea          | 30 | 13 | 7 | 10 | 68  | 62  | +6   | 46  |                                     |
| 6   | Rapid Ulmeni               | 30 | 13 | 5 | 12 | 65  | 62  | +3   | 44  |                                     |
| 7   | Victoria Dragoș Vodă       | 30 | 12 | 6 | 12 | 63  | 68  | −5   | 42  |                                     |
| 8   | Dunărea Grădiștea          | 30 | 13 | 3 | 14 | 44  | 70  | −26  | 42  |                                     |
| 9   | Vitorul Curcani            | 30 | 12 | 4 | 14 | 56  | 85  | −29  | 40  |                                     |
| 10  | Steaua Radovanu            | 30 | 12 | 2 | 16 | 61  | 83  | −22  | 38  |                                     |
| 11  | Unirea Dragalina           | 30 | 11 | 5 | 14 | 68  | 95  | −27  | 38  |                                     |
| 12  | Spicul Roseți              | 30 | 10 | 7 | 13 | 91  | 82  | +9   | 37  |                                     |
| 13  | Victoria Lehliu            | 30 | 9  | 7 | 14 | 59  | 79  | −20  | 34  |                                     |
| 14  | Progresul Fundulea         | 30 | 10 | 1 | 19 | 57  | 102 | −45  | 31  |                                     |
| 15  | Conpet Ștefan Cel Mare (R) | 30 | 4  | 5 | 21 | 52  | 125 | −73  | 17  | Relegation to Liga V Călărași       |
| 16  | Belciugatele (R)           | 30 | 1  | 2 | 27 | 13  | 97  | −84  | 5   | Relegation to Liga V Călărași       |

### Cluj
| Loc | Echipa                         | MJ | V  | E | Î  | GM  | GP  | DG  | Pct | Calificare sau retrogradare         |
| --- | ------------------------------ | -- | -- | - | -- | --- | --- | --- | --- | ----------------------------------- |
| 1   | Viitorul Feleacu (C, Q)        | 26 | 20 | 2 | 4  | 62  | 31  | +31 | 62  | Qualification to promotion play-off |
| 2   | Potaissa 2011 Turda            | 24 | 17 | 3 | 4  | 101 | 34  | +67 | 54  |                                     |
| 3   | Luceafărul 2010 Cluj-Napoca    | 24 | 14 | 4 | 6  | 65  | 26  | +39 | 46  |                                     |
| 4   | Armenopolis Gherla             | 24 | 13 | 6 | 5  | 61  | 41  | +20 | 45  |                                     |
| 5   | Arieșul Mihai Viteazu          | 24 | 13 | 5 | 6  | 60  | 30  | +30 | 44  |                                     |
| 6   | Vulturul Mintiu Gherlii        | 24 | 13 | 4 | 7  | 42  | 36  | +6  | 43  |                                     |
| 7   | Industria Sârmei Câmpia Turzii | 24 | 13 | 3 | 8  | 65  | 38  | +27 | 42  |                                     |
| 8   | Someșul Gilău                  | 24 | 11 | 1 | 12 | 44  | 46  | −2  | 34  |                                     |
| 9   | Unirea Tritenii de Jos         | 24 | 6  | 5 | 13 | 42  | 60  | −18 | 23  |                                     |
| 10  | Unirea Florești                | 24 | 6  | 4 | 14 | 41  | 59  | −18 | 22  |                                     |
| 11  | Ardealul Cluj                  | 24 | 5  | 2 | 17 | 57  | 98  | −41 | 17  |                                     |
| 12  | CFR Dej                        | 24 | 3  | 2 | 19 | 27  | 87  | −60 | 11  |                                     |
| 13  | Someșul Apahida                | 24 | 2  | 1 | 21 | 29  | 110 | −81 | 7   |                                     |

### Constanța
| Loc | Echipa                     | MJ | V  | E | Î  | GM  | GP  | DG   | Pct | Calificare sau retrogradare         |
| --- | -------------------------- | -- | -- | - | -- | --- | --- | ---- | --- | ----------------------------------- |
| 1   | Axiopolis Cernavodă (C, Q) | 34 | 29 | 3 | 2  | 126 | 34  | +92  | 90  | Qualification to promotion play-off |
| 2   | Agigea                     | 34 | 22 | 5 | 7  | 111 | 58  | +53  | 71  |                                     |
| 3   | Gloria Băneasa             | 34 | 22 | 5 | 7  | 97  | 55  | +42  | 71  |                                     |
| 4   | Victoria Mihai Viteazu     | 34 | 19 | 8 | 7  | 102 | 47  | +55  | 65  |                                     |
| 5   | Ovidiu                     | 34 | 19 | 6 | 9  | 86  | 56  | +30  | 63  |                                     |
| 6   | Dunărea Ostrov             | 34 | 18 | 4 | 12 | 82  | 58  | +24  | 58  |                                     |
| 7   | Eforie                     | 34 | 18 | 3 | 13 | 96  | 67  | +29  | 57  |                                     |
| 8   | Mihail Kogălniceanu        | 34 | 15 | 5 | 14 | 111 | 90  | +21  | 50  |                                     |
| 9   | Avântul Comana             | 34 | 14 | 8 | 12 | 72  | 78  | −6   | 50  |                                     |
| 10  | Unirea Topraisar           | 34 | 15 | 4 | 15 | 60  | 63  | −3   | 49  |                                     |
| 11  | Portul Constanța           | 34 | 13 | 5 | 16 | 68  | 70  | −2   | 44  |                                     |
| 12  | CFR Constanța              | 34 | 12 | 7 | 15 | 87  | 98  | −11  | 43  |                                     |
| 13  | Viitorul Fântânele         | 34 | 12 | 6 | 16 | 79  | 81  | −2   | 42  |                                     |
| 14  | Farul Tuzla                | 34 | 11 | 7 | 16 | 54  | 90  | −36  | 40  |                                     |
| 15  | Sparta Techirghiol         | 34 | 10 | 4 | 20 | 70  | 90  | −20  | 34  |                                     |
| 16  | Știința ACALAB Poarta Albă | 34 | 8  | 2 | 24 | 65  | 119 | −54  | 26  |                                     |
| 17  | Voința Valu lui Traian (R) | 34 | 4  | 5 | 25 | 50  | 103 | −53  | 17  | Relegation to Liga V Constanța      |
| 18  | Victoria Cumpăna (R)       | 34 | 0  | 3 | 31 | 28  | 187 | −159 | 3   | Relegation to Liga V Constanța      |

### Covasna
| Loc | Echipa                      | MJ | V  | E | Î  | GM | GP  | DG   | Pct | Calificare sau retrogradare         |
| --- | --------------------------- | -- | -- | - | -- | -- | --- | ---- | --- | ----------------------------------- |
| 1   | Nemere Ghelința (C, Q)      | 28 | 23 | 2 | 3  | 69 | 29  | +40  | 71  | Qualification to promotion play-off |
| 2   | Brețcu                      | 28 | 19 | 4 | 5  | 78 | 26  | +52  | 61  |                                     |
| 3   | Păpăuți                     | 28 | 17 | 6 | 5  | 75 | 36  | +39  | 57  |                                     |
| 4   | KSE Târgu Secuiesc          | 28 | 17 | 4 | 7  | 90 | 34  | +56  | 55  |                                     |
| 5   | Cernat                      | 28 | 15 | 6 | 7  | 84 | 38  | +46  | 51  |                                     |
| 6   | Oltul Chilieni              | 28 | 15 | 4 | 9  | 75 | 37  | +38  | 49  |                                     |
| 7   | Venus Ozun                  | 28 | 14 | 4 | 10 | 69 | 32  | +37  | 46  |                                     |
| 8   | Prima Brăduț                | 28 | 13 | 4 | 11 | 62 | 53  | +9   | 43  |                                     |
| 9   | Harghita Aita Mare          | 28 | 12 | 6 | 10 | 66 | 64  | +2   | 42  |                                     |
| 10  | Perko Sânzieni              | 28 | 8  | 4 | 16 | 43 | 61  | −18  | 28  |                                     |
| 11  | Ojdula                      | 28 | 8  | 2 | 18 | 43 | 80  | −37  | 26  |                                     |
| 12  | Avântul Ilieni              | 28 | 8  | 4 | 16 | 41 | 52  | −11  | 25  |                                     |
| 13  | BSE Belin                   | 28 | 5  | 5 | 18 | 30 | 91  | −61  | 20  |                                     |
| 14  | Progresul Sita Buzăului (R) | 28 | 4  | 1 | 23 | 26 | 112 | −86  | 13  | Relegation to Liga V Covasna        |
| 15  | Baraolt                     | 28 | 3  | 2 | 23 | 30 | 136 | −106 | 11  |                                     |
| 16  | Viitorul Moacșa (D)         | 0  | 0  | 0 | 0  | 0  | 0   | 0    | 0   | Withdrew                            |

1. ↑  Avântul Ilieni deducted 3 points.
2. ↑  Progresul Sita Buzăului was excuded from championship after 26 rounds and lost all the remaining matches with 0–3.
3. ↑  Viitorul Moacșa withdrew from the championship in the first part of the season and all its results were canceled.

### Dâmbovița
| Loc | Echipa                    | MJ | V  | E | Î  | GM  | GP  | DG   | Pct | Calificare sau retrogradare         |
| --- | ------------------------- | -- | -- | - | -- | --- | --- | ---- | --- | ----------------------------------- |
| 1   | Flacăra Moreni (C, Q)     | 34 | 31 | 2 | 1  | 154 | 12  | +142 | 95  | Qualification to promotion play-off |
| 2   | PAS Pucioasa              | 34 | 22 | 6 | 6  | 90  | 53  | +37  | 72  |                                     |
| 3   | Recolta Gura Șuții        | 34 | 21 | 5 | 8  | 70  | 46  | +24  | 68  |                                     |
| 4   | Gloria Gaz Metan Cornești | 34 | 21 | 4 | 9  | 105 | 54  | +51  | 67  |                                     |
| 5   | Avicola Tărtășești        | 34 | 20 | 3 | 11 | 79  | 53  | +26  | 63  |                                     |
| 6   | Voința Perșinari          | 34 | 17 | 4 | 13 | 82  | 67  | +15  | 55  |                                     |
| 7   | Libertatea Urziceanca     | 34 | 18 | 1 | 15 | 101 | 75  | +26  | 55  |                                     |
| 8   | Luceafărul Dragomirești   | 34 | 16 | 5 | 13 | 82  | 77  | +5   | 53  |                                     |
| 9   | Petrolul Târgoviște       | 34 | 13 | 7 | 14 | 57  | 53  | +4   | 45  |                                     |
| 10  | Progresul Mătăsaru        | 34 | 13 | 2 | 19 | 55  | 88  | −33  | 41  |                                     |
| 11  | Petrești                  | 34 | 13 | 1 | 20 | 72  | 115 | −43  | 40  |                                     |
| 12  | Știința Odobești          | 34 | 12 | 4 | 18 | 76  | 100 | −24  | 40  |                                     |
| 13  | Unirea Ungureni           | 34 | 12 | 4 | 18 | 54  | 75  | −21  | 40  |                                     |
| 14  | Comerțul Brezoaele        | 34 | 12 | 3 | 19 | 66  | 100 | −34  | 39  |                                     |
| 15  | Bradul Moroeni            | 34 | 12 | 2 | 20 | 54  | 90  | −36  | 38  | Spared from relegation              |
| 16  | Atletic Fieni (R)         | 34 | 11 | 5 | 18 | 70  | 86  | −16  | 38  | Relegation to Liga V Dâmbovița      |
| 17  | Unirea Cobia (R)          | 34 | 4  | 8 | 22 | 53  | 115 | −62  | 20  | Relegation to Liga V Dâmbovița      |
| 18  | Săgeata Găești (R)        | 34 | 5  | 0 | 29 | 31  | 92  | −61  | 15  | Relegation to Liga V Dâmbovița      |

1. ↑  Petrolul Târgoviște deducted one point.
2. ↑  Bradul Moroeni was spared from relegation due to the promotion of Flacăra Moreni to Liga III.

### Dolj

#### Regular season
| Loc | Echipa                  | MJ | V  | E | Î  | GM | GP  | DG   | Pct | Calificare sau retrogradare |
| --- | ----------------------- | -- | -- | - | -- | -- | --- | ---- | --- | --------------------------- |
| 1   | Tractorul Cetate        | 22 | 16 | 3 | 3  | 68 | 26  | +42  | 51  | Qualification to play-off   |
| 2   | Dunărea Calafat         | 22 | 16 | 2 | 4  | 69 | 26  | +43  | 50  | Qualification to play-off   |
| 3   | Viitorul Cârcea         | 22 | 16 | 0 | 6  | 88 | 34  | +54  | 48  | Qualification to play-off   |
| 4   | Recolta Ostroveni       | 22 | 14 | 5 | 3  | 61 | 34  | +27  | 47  | Qualification to play-off   |
| 5   | Știința Danubius Bechet | 22 | 12 | 4 | 6  | 61 | 30  | +31  | 40  | Qualification to play-off   |
| 6   | Progresul Segarcea      | 22 | 11 | 2 | 9  | 48 | 40  | +8   | 35  | Qualification to play-off   |
| 7   | Dunărea Bistreț         | 22 | 10 | 4 | 8  | 70 | 48  | +22  | 34  | Qualification to play-out   |
| 8   | Sic Pan Unirea          | 22 | 8  | 2 | 12 | 56 | 60  | −4   | 26  | Qualification to play-out   |
| 9   | Metropolitan Ișalnița   | 22 | 7  | 1 | 14 | 50 | 57  | −7   | 22  | Qualification to play-out   |
| 10  | Unirea Leamna           | 22 | 5  | 1 | 16 | 34 | 82  | −48  | 16  | Qualification to play-out   |
| 11  | Luceafărul Craiova      | 22 | 4  | 1 | 17 | 23 | 88  | −65  | 13  | Qualification to play-out   |
| 12  | Știința Malu Mare       | 22 | 0  | 1 | 21 | 28 | 131 | −103 | 1   | Qualification to play-out   |

1. ↑  Sic Pan Unirea withdrew in the second part of the Regular season and lost all remaining matches with 0–3.

#### Championship play-off
Teams started the play-off with their points from the Regular season halved, rounded upwards, and no other records carried over from the Regular season.
| Loc | Echipa                  | MJ | V | E | Î | GM | GP | DG  | Pct | Calificare                           |
| --- | ----------------------- | -- | - | - | - | -- | -- | --- | --- | ------------------------------------ |
| 1   | Tractorul Cetate (C, Q) | 10 | 7 | 2 | 1 | 40 | 18 | +22 | 49  | Qualification for promotion play-off |
| 2   | Viitorul Cârcea         | 10 | 7 | 2 | 1 | 41 | 21 | +20 | 47  |                                      |
| 3   | Dunărea Calafat         | 10 | 5 | 2 | 3 | 22 | 15 | +7  | 42  |                                      |
| 4   | Știința Danubius Bechet | 10 | 3 | 0 | 7 | 18 | 28 | −10 | 29  |                                      |
| 5   | Progresul Segarcea      | 10 | 3 | 1 | 6 | 17 | 26 | −9  | 28  |                                      |
| 6   | Recolta Ostroveni       | 10 | 1 | 1 | 8 | 18 | 48 | −30 | 28  |                                      |

#### Championship play-out
Teams started the play-out with their points from the Regular season halved, rounded upwards, and no other records carried over from the Regular season.
| Loc | Echipa                | MJ | V | E | Î | GM | GP | DG  | Pct | Retrogradare              |
| --- | --------------------- | -- | - | - | - | -- | -- | --- | --- | ------------------------- |
| 7   | Metropolitan Ișalnița | 8  | 7 | 1 | 0 | 20 | 7  | +13 | 33  |                           |
| 8   | Dunărea Bistreț       | 8  | 5 | 0 | 3 | 32 | 14 | +18 | 32  |                           |
| 9   | Unirea Leamna         | 8  | 4 | 1 | 3 | 25 | 24 | +1  | 21  |                           |
| 10  | Luceafărul Craiova    | 8  | 2 | 0 | 6 | 16 | 22 | −6  | 13  |                           |
| 11  | Știința Malu Mare (R) | 8  | 1 | 0 | 7 | 13 | 39 | −26 | 4   | Relegation to Liga V Dolj |
| 12  | Sic Pan Unirea (D)    | 0  | 0 | 0 | 0 | 0  | 0  | 0   | 0   | Withdrew                  |

1. ↑  Sic Pan Unirea withdrew in the second part of the Regular season.

### Galați
| Loc | Echipa                     | MJ | V  | E | Î  | GM  | GP  | DG   | Pct | Calificare sau retrogradare         |
| --- | -------------------------- | -- | -- | - | -- | --- | --- | ---- | --- | ----------------------------------- |
| 1   | Avântul Valea Mărului      | 30 | 26 | 4 | 0  | 122 | 23  | +99  | 82  | Qualification to promotion play-off |
| 2   | Fulgerul Smulți            | 30 | 23 | 4 | 3  | 117 | 36  | +81  | 73  |                                     |
| 3   | Unirea Braniștea           | 30 | 21 | 2 | 7  | 97  | 39  | +58  | 65  |                                     |
| 4   | Muncitorul Ghidigeni       | 30 | 21 | 1 | 8  | 80  | 48  | +32  | 64  |                                     |
| 5   | Avântul Vânatori           | 30 | 17 | 7 | 6  | 78  | 41  | +37  | 58  |                                     |
| 6   | Gloria Ivești              | 30 | 19 | 0 | 11 | 79  | 49  | +30  | 57  |                                     |
| 7   | Victoria Independența      | 30 | 14 | 3 | 13 | 76  | 81  | −5   | 45  |                                     |
| 8   | Viitorul Costache Negri    | 30 | 13 | 2 | 15 | 67  | 66  | +1   | 41  |                                     |
| 9   | Zimbrul Slobozia Conachi   | 30 | 11 | 4 | 15 | 80  | 74  | +6   | 37  |                                     |
| 10  | CSȘ Tecuci                 | 30 | 10 | 7 | 13 | 68  | 67  | +1   | 37  |                                     |
| 11  | Juventus 2007 Toflea       | 30 | 11 | 1 | 18 | 66  | 81  | −15  | 34  |                                     |
| 12  | Quantum Club Galați        | 30 | 10 | 2 | 18 | 76  | 85  | −9   | 32  |                                     |
| 13  | Luceafărul Petrolul Schela | 30 | 9  | 2 | 19 | 52  | 116 | −64  | 29  |                                     |
| 14  | Avântul Drăgănești         | 30 | 9  | 1 | 20 | 55  | 115 | −60  | 28  |                                     |
| 15  | Bujorii Târgu Bujor        | 30 | 3  | 0 | 27 | 25  | 126 | −101 | 9   |                                     |
| 16  | Șoimii Fundeni             | 30 | 2  | 2 | 26 | 26  | 117 | −91  | 8   |                                     |

### Giurgiu

#### South Series
| Loc | Echipa                   | MJ | V  | E | Î  | GM  | GP  | DG   | Pct | Calificare sau retrogradare            |
| --- | ------------------------ | -- | -- | - | -- | --- | --- | ---- | --- | -------------------------------------- |
| 1   | Dunărea Giurgiu (Q)      | 26 | 22 | 4 | 0  | 140 | 20  | +120 | 70  | Qualification to championship play-off |
| 2   | Arsenal Malu (Q)         | 26 | 23 | 1 | 2  | 163 | 14  | +149 | 70  | Qualification to championship play-off |
| 3   | Unirea Izvoarele         | 26 | 22 | 1 | 3  | 119 | 18  | +101 | 67  |                                        |
| 4   | Mihai Bravu              | 26 | 18 | 1 | 7  | 79  | 34  | +45  | 51  |                                        |
| 5   | Real Colibași            | 26 | 15 | 1 | 10 | 62  | 74  | −12  | 46  |                                        |
| 6   | Voința Slobozia          | 26 | 11 | 3 | 12 | 53  | 91  | −38  | 36  |                                        |
| 7   | Prundu                   | 26 | 8  | 6 | 12 | 42  | 67  | −25  | 30  |                                        |
| 8   | Spicul Izvoru            | 26 | 9  | 3 | 14 | 47  | 81  | −34  | 30  |                                        |
| 9   | Dunărea Oinacu           | 26 | 8  | 4 | 14 | 48  | 47  | +1   | 28  |                                        |
| 10  | Argeșul Hotarele         | 26 | 9  | 3 | 14 | 70  | 89  | −19  | 28  |                                        |
| 11  | Progresul Valea Dragului | 26 | 8  | 2 | 16 | 61  | 96  | −35  | 26  |                                        |
| 12  | Mihai Viteazu Călugăreni | 26 | 5  | 2 | 19 | 45  | 102 | −57  | 17  |                                        |
| 13  | Viitorul Vedea           | 26 | 3  | 2 | 21 | 43  | 147 | −104 | 11  |                                        |
| 14  | Real Vărăști             | 26 | 4  | 1 | 21 | 36  | 128 | −92  | 1   |                                        |

1. 1 2  Arsenal Malu–Dunărea Giurgiu 0–0; Dunărea Giurgiu–Arsenal Malu 1–0.
2. ↑  Mihai Bravu deducted 4 points.
3. ↑  Argeșul Hotarele deducted 2 points.
4. ↑  Real Vărăști deducted 12 points, subsequently excluded from the championship and lost all remaining matches with 0–3.

#### North Series
| Loc | Echipa                | MJ | V  | E | Î  | GM  | GP  | DG  | Pct | Calificare sau retrogradare            |
| --- | --------------------- | -- | -- | - | -- | --- | --- | --- | --- | -------------------------------------- |
| 1   | Singureni (Q)         | 26 | 23 | 0 | 3  | 114 | 28  | +86 | 69  | Qualification to championship play-off |
| 2   | Avântul Florești (Q)  | 26 | 19 | 3 | 4  | 71  | 39  | +32 | 60  | Qualification to championship play-off |
| 3   | Viitorul Toporu       | 26 | 17 | 3 | 6  | 77  | 44  | +33 | 54  |                                        |
| 4   | Argeșul Mihăilești    | 26 | 16 | 4 | 6  | 86  | 62  | +24 | 52  |                                        |
| 5   | Viitorul Tântava      | 26 | 13 | 2 | 11 | 71  | 58  | +13 | 41  |                                        |
| 6   | Petrolul Roata de Jos | 26 | 14 | 2 | 10 | 51  | 41  | +10 | 41  |                                        |
| 7   | Zmeii Ogrezeni        | 26 | 11 | 4 | 11 | 96  | 57  | +39 | 37  |                                        |
| 8   | Silver Inter Zorile   | 26 | 11 | 3 | 12 | 70  | 75  | −5  | 34  |                                        |
| 9   | Unirea Joița          | 26 | 10 | 2 | 14 | 61  | 71  | −10 | 32  |                                        |
| 10  | Bolintin Malu Spart   | 26 | 9  | 2 | 15 | 57  | 86  | −29 | 29  |                                        |
| 11  | Voința Podișor        | 26 | 7  | 0 | 19 | 62  | 99  | −37 | 21  |                                        |
| 12  | Olimpia Mârșa         | 26 | 6  | 3 | 17 | 50  | 110 | −60 | 21  |                                        |
| 13  | Buturugeni            | 26 | 5  | 3 | 18 | 52  | 100 | −48 | 18  |                                        |
| 14  | Luceafărul Trestieni  | 26 | 4  | 3 | 19 | 51  | 99  | −48 | 15  |                                        |

1. ↑  Petrolul Roata de Jos deducted 3 points.
2. ↑  Silver Inter Zorile deducted 2 points.

#### Championship play-off
The championship play-off played between the best two ranked teams in each series of the regular season. All matches were played at Comunal Stadium in Bolintin-Deal on 7 and 8 June 2016 the semi-finals and on 11 June 2016 the final.

##### Semi-finals
| Echipa 1        | Scor           | Echipa 2         |
| --------------- | -------------- | ---------------- |
| Dunărea Giurgiu | 1–1 5–6 d.l.d. | Avântul Florești |
| Singureni       | 0–2            | Arsenal Malu     |

##### Final
| Echipa 1     | Scor | Echipa 2         |
| ------------ | ---- | ---------------- |
| Arsenal Malu | 4–0  | Avântul Florești |

Arsenal Malu won the 2015–16 Liga IV Giurgiu County and qualify to promotion play-off in Liga III.

### Gorj
| Loc | Echipa                           | MJ | V  | E | Î  | GM  | GP  | DG   | Pct | Calificare sau retrogradare         |
| --- | -------------------------------- | -- | -- | - | -- | --- | --- | ---- | --- | ----------------------------------- |
| 1   | Gilortul Târgu Cărbunești (C, Q) | 32 | 28 | 1 | 3  | 135 | 23  | +112 | 85  | Qualification to promotion play-off |
| 2   | Internațional Bălești            | 32 | 25 | 3 | 4  | 103 | 21  | +82  | 78  |                                     |
| 3   | Știința Turceni                  | 32 | 22 | 5 | 5  | 114 | 37  | +77  | 71  |                                     |
| 4   | Știința Hurezeni                 | 32 | 19 | 7 | 6  | 70  | 37  | +33  | 64  |                                     |
| 5   | Unirea Crușeț                    | 32 | 19 | 1 | 12 | 92  | 49  | +43  | 58  |                                     |
| 6   | Petrolul Bustuchin               | 32 | 15 | 4 | 13 | 97  | 69  | +28  | 49  |                                     |
| 7   | Vulturii Fărcășești              | 32 | 14 | 5 | 13 | 73  | 72  | +1   | 47  |                                     |
| 8   | Parângul Bumbești-Jiu            | 32 | 13 | 8 | 11 | 65  | 53  | +12  | 47  |                                     |
| 9   | Știința Godinești                | 32 | 13 | 3 | 16 | 63  | 97  | −34  | 42  |                                     |
| 10  | Avântul Bărbătești               | 32 | 13 | 3 | 16 | 62  | 96  | −34  | 42  |                                     |
| 11  | Minerul Mătăsari II              | 32 | 11 | 8 | 13 | 48  | 57  | −9   | 41  |                                     |
| 12  | Petrolul Stoina                  | 32 | 11 | 7 | 14 | 59  | 67  | −8   | 40  |                                     |
| 13  | Petrofac Țicleni                 | 32 | 10 | 7 | 15 | 53  | 70  | −17  | 34  |                                     |
| 14  | Energetica Tismana               | 32 | 9  | 5 | 18 | 41  | 67  | −26  | 32  |                                     |
| 15  | Viitorul Negomir                 | 32 | 7  | 2 | 23 | 45  | 99  | −54  | 23  |                                     |
| 16  | Stejari                          | 32 | 2  | 5 | 25 | 26  | 116 | −90  | 11  |                                     |
| 17  | Jiul Rovinari                    | 32 | 3  | 2 | 27 | 34  | 150 | −116 | 11  |                                     |

1. ↑  Petrofac Țicleni deducted 3 points.

### Harghita
| Loc | Echipa                          | MJ | V  | E | Î  | GM | GP | DG  | Pct | Calificare sau retrogradare         |
| --- | ------------------------------- | -- | -- | - | -- | -- | -- | --- | --- | ----------------------------------- |
| 1   | Unirea Cristuru Secuiesc (C, Q) | 24 | 20 | 2 | 2  | 87 | 39 | +48 | 62  | Qualification to promotion play-off |
| 2   | Roseal Odorheiu Secuiesc        | 24 | 12 | 3 | 9  | 57 | 50 | +7  | 39  |                                     |
| 3   | Minerul Bălan                   | 24 | 11 | 2 | 11 | 58 | 69 | −11 | 35  |                                     |
| 4   | Homorod Merești                 | 24 | 11 | 1 | 12 | 69 | 58 | +11 | 34  |                                     |
| 5   | Viitorul Gheorgheni             | 24 | 10 | 4 | 10 | 67 | 72 | −5  | 34  |                                     |
| 6   | Pro Mureșul Toplița             | 24 | 10 | 1 | 13 | 54 | 54 | 0   | 31  |                                     |
| 7   | Szefite Sânsimion               | 24 | 3  | 1 | 20 | 22 | 72 | −50 | 10  |                                     |

1. ↑  Szefite Sânsimion was excluded from championship after 21 rounds and lost all the remaining matches with 0–3.

### Hunedoara
| Loc | Echipa                  | MJ | V  | E | Î  | GM | GP  | DG  | Pct | Calificare sau retrogradare         |
| --- | ----------------------- | -- | -- | - | -- | -- | --- | --- | --- | ----------------------------------- |
| 1   | Hercules Lupeni (C, Q)  | 26 | 19 | 5 | 2  | 70 | 20  | +50 | 62  | Qualification to promotion play-off |
| 2   | Inter Petrila           | 26 | 19 | 3 | 4  | 88 | 21  | +67 | 60  |                                     |
| 3   | Șoimul Băița            | 26 | 18 | 5 | 3  | 87 | 28  | +59 | 59  |                                     |
| 4   | Retezatul Hațeg         | 26 | 15 | 6 | 5  | 75 | 30  | +45 | 51  |                                     |
| 5   | Aurul Brad              | 26 | 16 | 2 | 8  | 57 | 34  | +23 | 50  |                                     |
| 6   | Metalul Crișcior        | 26 | 12 | 4 | 10 | 35 | 43  | −8  | 40  |                                     |
| 7   | Aurul Certej            | 26 | 10 | 8 | 8  | 51 | 45  | +6  | 38  |                                     |
| 8   | Universitatea Petroșani | 26 | 11 | 4 | 11 | 52 | 47  | +5  | 37  |                                     |
| 9   | Vulcan                  | 26 | 7  | 9 | 10 | 32 | 40  | −8  | 30  |                                     |
| 10  | Gloria Geoagiu (R)      | 25 | 7  | 2 | 16 | 29 | 61  | −32 | 23  | Relegation to Liga V Hunedoara      |
| 11  | Minerul Uricani         | 26 | 5  | 7 | 14 | 34 | 63  | −29 | 22  |                                     |
| 12  | Victoria Călan          | 26 | 6  | 3 | 17 | 26 | 59  | −33 | 21  |                                     |
| 13  | Jiul Petroșani          | 26 | 5  | 2 | 19 | 28 | 78  | −50 | 17  |                                     |
| 14  | Cetate Deva II (R)      | 25 | 1  | 0 | 24 | 12 | 107 | −95 | 3   | Relegation to Liga V Hunedoara      |

1. 1 2  Gloria Geoagiu and Cetate Deva II withdrew from championship.

### Ialomița
| Loc | Echipa                    | MJ | V  | E | Î  | GM  | GP  | DG  | Pct | Calificare sau retrogradare         |
| --- | ------------------------- | -- | -- | - | -- | --- | --- | --- | --- | ----------------------------------- |
| 1   | Andrias Andrășești (C, Q) | 30 | 25 | 1 | 4  | 87  | 32  | +55 | 76  | Qualification to promotion play-off |
| 2   | Unirea Ion Roată          | 30 | 23 | 2 | 5  | 124 | 52  | +72 | 71  |                                     |
| 3   | Rapid Fetești             | 30 | 20 | 3 | 7  | 109 | 63  | +46 | 63  |                                     |
| 4   | Victoria Țăndărei         | 30 | 18 | 3 | 9  | 86  | 53  | +33 | 57  |                                     |
| 5   | Victoria Munteni-Buzău    | 30 | 16 | 3 | 11 | 77  | 58  | +19 | 51  |                                     |
| 6   | Viitorul Axintele         | 30 | 15 | 6 | 9  | 73  | 52  | +21 | 51  |                                     |
| 7   | Abatorul Slobozia         | 30 | 15 | 5 | 10 | 73  | 61  | +12 | 50  |                                     |
| 8   | Recolta Gheorghe Doja     | 30 | 13 | 3 | 14 | 88  | 83  | +5  | 42  |                                     |
| 9   | Recolta Gheorghe Lazăr    | 30 | 9  | 4 | 17 | 75  | 75  | 0   | 31  |                                     |
| 10  | Fulgerul Fierbinți        | 30 | 9  | 4 | 17 | 61  | 81  | −20 | 31  |                                     |
| 11  | Spicul Colilia            | 30 | 10 | 6 | 14 | 61  | 78  | −17 | 30  |                                     |
| 12  | Traian                    | 30 | 9  | 3 | 18 | 61  | 96  | −35 | 30  |                                     |
| 13  | Amara                     | 30 | 7  | 6 | 17 | 61  | 124 | −63 | 27  |                                     |
| 14  | Olimpia Rădulești (R)     | 30 | 10 | 2 | 18 | 55  | 69  | −14 | 26  | Relegation to Liga V Ialomița       |
| 15  | Recolta Bărcănești (R)    | 30 | 8  | 2 | 20 | 55  | 78  | −23 | 26  | Relegation to Liga V Ialomița       |
| 16  | Voința Reviga (R)         | 30 | 6  | 1 | 23 | 43  | 134 | −91 | 13  | Relegation to Liga V Ialomița       |

1. 1 2  Victoria Munteni-Buzău–Viitorul Axintele 2–1; Viitorul Axintele–Victoria Munteni-Buzău 0–0.
2. ↑  Spicul Colilia deducted 6 points.
3. ↑  Olimpia Rădulești deducted 6 points, withdrew and lost all matches from the second part of the season with 0–3.
4. ↑  Voința Reviga deducted 6 points.

### Iași
| Loc | Echipa                 | MJ | V  | E | Î  | GM  | GP  | DG   | Pct | Calificare sau retrogradare         |
| --- | ---------------------- | -- | -- | - | -- | --- | --- | ---- | --- | ----------------------------------- |
| 1   | Siretul Lespezi (C, Q) | 28 | 27 | 1 | 0  | 106 | 10  | +96  | 82  | Qualification to promotion play-off |
| 2   | Steaua Magică Iași     | 28 | 21 | 3 | 4  | 79  | 19  | +60  | 66  |                                     |
| 3   | Unirea Mircești        | 28 | 21 | 2 | 5  | 103 | 37  | +66  | 65  |                                     |
| 4   | Venus Butea            | 28 | 18 | 3 | 7  | 78  | 27  | +51  | 57  |                                     |
| 5   | Tomești                | 28 | 13 | 3 | 12 | 61  | 61  | 0    | 42  |                                     |
| 6   | Stejarul Bârnova       | 28 | 13 | 1 | 14 | 59  | 72  | −13  | 40  |                                     |
| 7   | Unirea Ruginoasa       | 28 | 12 | 3 | 13 | 43  | 52  | −9   | 39  |                                     |
| 8   | Forța Podu Iloaiei     | 28 | 11 | 3 | 14 | 47  | 65  | −18  | 36  |                                     |
| 9   | Gloria Bălțați         | 28 | 10 | 4 | 14 | 54  | 62  | −8   | 34  |                                     |
| 10  | Viitorul Hârlău        | 28 | 10 | 4 | 14 | 45  | 58  | −13  | 34  |                                     |
| 11  | Stejarul Sinești       | 28 | 9  | 4 | 15 | 41  | 54  | −13  | 31  |                                     |
| 12  | Viitorul Lungani       | 28 | 10 | 1 | 17 | 45  | 67  | −22  | 31  |                                     |
| 13  | Olimpia Popricani      | 28 | 9  | 3 | 16 | 30  | 62  | −32  | 30  |                                     |
| 14  | Gloria Balș            | 28 | 4  | 4 | 20 | 30  | 75  | −45  | 16  |                                     |
| 15  | Holboca (R)            | 28 | 1  | 3 | 24 | 22  | 122 | −100 | 6   | Relegation to Liga V Iași           |

### Ilfov

#### Seria 1
| Loc | Echipa               | MJ | V  | E | Î  | GM  | GP  | DG   | Pct | Calificare sau retrogradare            |
| --- | -------------------- | -- | -- | - | -- | --- | --- | ---- | --- | -------------------------------------- |
| 1   | Chitila              | 24 | 22 | 1 | 1  | 129 | 23  | +106 | 67  | Ineligible for promotion               |
| 2   | Voința Crevedia (Q)  | 24 | 19 | 4 | 1  | 117 | 13  | +104 | 61  | Qualification to championship play-off |
| 3   | Bragadiru (Q)        | 24 | 16 | 3 | 5  | 78  | 20  | +58  | 51  | Qualification to championship play-off |
| 4   | Athletico Floreasca  | 24 | 13 | 3 | 8  | 74  | 59  | +15  | 42  |                                        |
| 5   | Viitorul Domnești II | 24 | 13 | 2 | 9  | 59  | 56  | +3   | 41  |                                        |
| 6   | Măgurele             | 24 | 10 | 4 | 10 | 58  | 73  | −15  | 34  |                                        |
| 7   | Cornetu              | 24 | 9  | 4 | 11 | 38  | 44  | −6   | 31  |                                        |
| 8   | Voluntari III        | 24 | 10 | 1 | 13 | 54  | 78  | −24  | 31  |                                        |
| 9   | Periș                | 24 | 8  | 4 | 12 | 55  | 83  | −28  | 28  |                                        |
| 10  | Glina                | 24 | 7  | 3 | 14 | 47  | 62  | −15  | 24  |                                        |
| 11  | Corbeanca            | 24 | 5  | 2 | 17 | 41  | 90  | −49  | 17  |                                        |
| 12  | Dărăști              | 24 | 4  | 5 | 15 | 33  | 100 | −67  | 17  |                                        |
| 13  | Voința Buftea        | 24 | 2  | 0 | 22 | 16  | 98  | −82  | 6   |                                        |

#### Seria 2
| Loc | Echipa                         | MJ | V  | E | Î  | GM  | GP  | DG  | Pct | Calificare sau retrogradare            |
| --- | ------------------------------ | -- | -- | - | -- | --- | --- | --- | --- | -------------------------------------- |
| 1   | Viitorul Dragomirești-Vale (Q) | 22 | 17 | 4 | 1  | 110 | 26  | +84 | 55  | Qualification to championship play-off |
| 2   | Pescărușul Grădiștea (Q)       | 22 | 15 | 4 | 3  | 81  | 37  | +44 | 49  | Qualification to championship play-off |
| 3   | Viitorul Petrăchioaia          | 22 | 13 | 1 | 8  | 63  | 57  | +6  | 40  |                                        |
| 4   | Fulgerul Cernica               | 22 | 11 | 3 | 8  | 68  | 35  | +33 | 36  |                                        |
| 5   | Ciorogârla                     | 22 | 10 | 6 | 6  | 68  | 47  | +21 | 36  |                                        |
| 6   | Gloria Islaz                   | 22 | 10 | 1 | 11 | 67  | 76  | −9  | 31  |                                        |
| 7   | Speranța Săbăreni              | 22 | 8  | 4 | 10 | 47  | 52  | −5  | 28  |                                        |
| 8   | Viitorul Găneasa               | 22 | 8  | 4 | 10 | 45  | 53  | −8  | 28  |                                        |
| 9   | Ștefănești II                  | 22 | 8  | 3 | 11 | 48  | 72  | −24 | 27  |                                        |
| 10  | Victoria Tânganu               | 22 | 5  | 7 | 10 | 47  | 58  | −11 | 22  |                                        |
| 11  | Vulturul Pasărea               | 22 | 4  | 2 | 16 | 49  | 115 | −66 | 14  |                                        |
| 12  | Gloria Buriaș                  | 22 | 2  | 3 | 17 | 39  | 104 | −65 | 9   |                                        |

#### Championship play-off
The Championship play-off will be played between the first two teams from each series of the regular season.
All matches were played at Voința Stadium from Ghermănești.

##### Semi-finals
| Echipa 1             | Scor | Echipa 2                   |
| -------------------- | ---- | -------------------------- |
| Pescărușul Grădiștea | 0–2  | Voința Crevedia            |
| Bragadiru            | 2–1  | Viitorul Dragomirești-Vale |

##### Final
| Echipa 1        | Scor | Echipa 2  |
| --------------- | ---- | --------- |
| Voința Crevedia | 4–1  | Bragadiru |

Voința Crevedia won the 2015–16 Liga IV Ilfov County and qualify to promotion play-off in Liga III.

### Maramureș

#### North Series
| Loc | Echipa                    | MJ | V  | E | Î  | GM | GP | DG  | Pct | Calificare sau retrogradare         |
| --- | ------------------------- | -- | -- | - | -- | -- | -- | --- | --- | ----------------------------------- |
| 1   | Avântul Bârsana (Q)       | 18 | 17 | 1 | 0  | 85 | 23 | +62 | 52  | Qualification to championship final |
| 2   | Iza Dragomirești          | 17 | 14 | 0 | 3  | 67 | 22 | +45 | 42  |                                     |
| 3   | Zorile Moisei             | 18 | 13 | 1 | 4  | 44 | 22 | +22 | 40  |                                     |
| 4   | Remeți                    | 18 | 9  | 0 | 9  | 36 | 34 | +2  | 27  |                                     |
| 5   | Recolta Săliștea de Sus   | 18 | 7  | 2 | 9  | 33 | 46 | −13 | 23  |                                     |
| 6   | Metalul Bogdan Vodă       | 18 | 6  | 3 | 9  | 41 | 48 | −7  | 21  |                                     |
| 7   | Luceafărul Strâmtura      | 18 | 6  | 2 | 10 | 43 | 54 | −11 | 20  |                                     |
| 8   | Tisa Sarasău              | 18 | 6  | 0 | 12 | 35 | 66 | −31 | 18  |                                     |
| 9   | Salina Ocna Șugatag       | 17 | 3  | 2 | 12 | 27 | 54 | −27 | 11  |                                     |
| 10  | Foresta Câmpulung la Tisa | 18 | 2  | 1 | 15 | 24 | 66 | −42 | 7   |                                     |
| 11  | Bradul Vișeu de Sus (D)   | 0  | 0  | 0 | 0  | 0  | 0  | 0   | 0   | Withdrew                            |
| 12  | Rozalina Rozavlea (D)     | 0  | 0  | 0 | 0  | 0  | 0  | 0   | 0   | Withdrew                            |

1. 1 2  Bradul Vișeu de Sus and Rozalina Rozavlea withdrew in the first part of the season and all their results were canceled.

#### South Series
| Loc | Echipa                 | MJ | V  | E | Î  | GM  | GP  | DG   | Pct | Calificare sau retrogradare         |
| --- | ---------------------- | -- | -- | - | -- | --- | --- | ---- | --- | ----------------------------------- |
| 1   | Viitorul Ulmeni (Q)    | 22 | 21 | 0 | 1  | 132 | 27  | +105 | 63  | Qualification to championship final |
| 2   | Lăpușul Târgu Lăpuș    | 22 | 16 | 4 | 2  | 85  | 26  | +59  | 52  |                                     |
| 3   | Progresul Șomcuta Mare | 22 | 13 | 3 | 6  | 59  | 41  | +18  | 42  |                                     |
| 4   | Fărcașa                | 22 | 12 | 4 | 6  | 68  | 42  | +26  | 40  |                                     |
| 5   | Progresul Dumbrăvița   | 22 | 11 | 5 | 6  | 72  | 42  | +30  | 38  |                                     |
| 6   | Unirea Șișești         | 22 | 11 | 2 | 9  | 49  | 49  | 0    | 35  |                                     |
| 7   | Gloria Chechiș         | 22 | 11 | 2 | 9  | 53  | 54  | −1   | 35  |                                     |
| 8   | Minerul Cavnic         | 22 | 8  | 1 | 13 | 37  | 69  | −32  | 25  |                                     |
| 9   | Comuna Satulung        | 22 | 7  | 1 | 14 | 40  | 75  | −35  | 22  |                                     |
| 10  | Seini                  | 22 | 7  | 0 | 15 | 42  | 62  | −20  | 21  |                                     |
| 11  | Unirea Săsar           | 22 | 4  | 0 | 18 | 33  | 89  | −56  | 12  |                                     |
| 12  | Electrica Baia Mare    | 22 | 0  | 0 | 22 | 15  | 109 | −94  | 0   |                                     |

#### Championship final
The championship final was played on 11 June 2016 at Viorel Mateianu Stadium in Baia Mare.
| Echipa 1        | Scor | Echipa 2        |
| --------------- | ---- | --------------- |
| Viitorul Ulmeni | 2–1  | Avântul Bârsana |

Viitorul Ulmeni won the 2015–16 Liga IV Maramureș County and qualify to promotion play-off in Liga III.

### Mehedinți
| Loc | Echipa                  | MJ | V  | E | Î  | GM | GP | DG  | Pct | Calificare sau retrogradare         |
| --- | ----------------------- | -- | -- | - | -- | -- | -- | --- | --- | ----------------------------------- |
| 1   | Pandurii Cerneți (C, Q) | 28 | 24 | 3 | 1  | 98 | 28 | +70 | 75  | Qualification to promotion play-off |
| 2   | Recolta Dănceu          | 28 | 17 | 4 | 7  | 75 | 47 | +28 | 55  |                                     |
| 3   | Strehaia                | 28 | 15 | 5 | 8  | 71 | 42 | +29 | 50  |                                     |
| 4   | Corcova                 | 28 | 15 | 4 | 9  | 61 | 44 | +17 | 49  |                                     |
| 5   | Viitorul Cujmir         | 28 | 10 | 3 | 15 | 42 | 53 | −11 | 33  |                                     |
| 6   | Viitorul Șimian         | 28 | 7  | 3 | 18 | 38 | 73 | −35 | 24  |                                     |
| 7   | Coșuștea Căzănești      | 28 | 6  | 5 | 17 | 46 | 94 | −48 | 23  |                                     |
| 8   | Dunărea Gruia           | 28 | 4  | 1 | 23 | 22 | 72 | −50 | 13  |                                     |

1. 1 2  Dunărea Gruia and Viitorul Cujmir withdrew from the championship after 14 rounds and lost all the remaining matches with 0–3.

### Mureș
| Loc | Echipa                            | MJ | V  | E | Î  | GM  | GP  | DG   | Pct | Calificare sau retrogradare         |
| --- | --------------------------------- | -- | -- | - | -- | --- | --- | ---- | --- | ----------------------------------- |
| 1   | Mureșul Luduș (C, Q)              | 34 | 27 | 4 | 3  | 145 | 24  | +121 | 85  | Qualification to promotion play-off |
| 2   | ASA 2013 Târgu Mureș II           | 34 | 26 | 3 | 5  | 119 | 41  | +78  | 81  |                                     |
| 3   | Miercurea Nirajului               | 34 | 25 | 5 | 4  | 156 | 49  | +107 | 80  |                                     |
| 4   | Mureșul Rușii-Munți               | 34 | 23 | 5 | 6  | 131 | 41  | +90  | 74  |                                     |
| 5   | Târnava Mică Sângeorgiu de Pădure | 34 | 23 | 5 | 6  | 117 | 45  | +72  | 74  |                                     |
| 6   | Lacul Ursu Mobila Sovata          | 34 | 20 | 6 | 8  | 98  | 51  | +47  | 66  |                                     |
| 7   | Viitorul Ungheni                  | 34 | 18 | 4 | 12 | 112 | 86  | +26  | 58  |                                     |
| 8   | Gaz Metan Târgu Mureș             | 34 | 17 | 4 | 13 | 73  | 62  | +11  | 55  |                                     |
| 9   | Gaz Metan Daneș                   | 34 | 16 | 2 | 16 | 91  | 111 | −20  | 50  |                                     |
| 10  | MSE 08 Târgu Mureș                | 34 | 12 | 4 | 18 | 75  | 109 | −34  | 40  |                                     |
| 11  | Sărmașu                           | 34 | 12 | 4 | 18 | 57  | 91  | −34  | 40  |                                     |
| 12  | Mureșul Nazna                     | 34 | 11 | 3 | 20 | 66  | 95  | −29  | 36  |                                     |
| 13  | Mureșul Cuci                      | 34 | 9  | 5 | 20 | 59  | 89  | −30  | 32  |                                     |
| 14  | Atletic Târgu Mureș               | 34 | 8  | 6 | 20 | 71  | 113 | −42  | 30  |                                     |
| 15  | Avântul Miheșu de Câmpie          | 34 | 8  | 6 | 20 | 66  | 119 | −53  | 30  |                                     |
| 16  | Unirea Tricolor Târnăveni (R)     | 34 | 8  | 3 | 23 | 48  | 95  | −47  | 27  | Relegation to Liga V Mureș          |
| 17  | Rază de Soare Acățari (R)         | 34 | 5  | 1 | 28 | 49  | 142 | −93  | 16  | Relegation to Liga V Mureș          |
| 18  | Arena Sighișoara (R)              | 34 | 3  | 0 | 31 | 45  | 215 | −170 | 9   | Relegation to Liga V Mureș          |

### Neamț
| Loc | Echipa                 | MJ | V  | E | Î  | GM  | GP  | DG   | Pct | Calificare sau retrogradare            |
| --- | ---------------------- | -- | -- | - | -- | --- | --- | ---- | --- | -------------------------------------- |
| 1   | Voința Ion Creangă (Q) | 30 | 26 | 1 | 3  | 118 | 31  | +87  | 79  | Qualification to championship play-off |
| 2   | Speranța Răucești (Q)  | 30 | 25 | 2 | 3  | 123 | 40  | +83  | 77  | Qualification to championship play-off |
| 3   | Bradul Borca (Q)       | 30 | 25 | 2 | 3  | 124 | 24  | +100 | 77  | Qualification to championship play-off |
| 4   | Victoria Horia (Q)     | 30 | 20 | 5 | 5  | 82  | 30  | +52  | 65  | Qualification to championship play-off |
| 5   | Bradul Roznov          | 30 | 17 | 3 | 10 | 75  | 62  | +13  | 54  |                                        |
| 6   | Cimentul Bicaz         | 30 | 15 | 5 | 10 | 88  | 42  | +46  | 50  |                                        |
| 7   | Teiul Poiana Teiului   | 30 | 14 | 6 | 10 | 68  | 46  | +22  | 48  |                                        |
| 8   | Moldova Cordun         | 30 | 15 | 1 | 14 | 65  | 62  | +3   | 46  |                                        |
| 9   | Tineretul Cândești     | 30 | 16 | 3 | 11 | 77  | 52  | +25  | 51  |                                        |
| 10  | Voința Rediu           | 30 | 12 | 3 | 15 | 64  | 65  | −1   | 39  |                                        |
| 11  | Zimbrul Vânători-Neamț | 30 | 11 | 3 | 16 | 49  | 75  | −26  | 36  |                                        |
| 12  | LPS Roman              | 30 | 7  | 2 | 21 | 50  | 125 | −75  | 23  |                                        |
| 13  | Zimbrul Pâncești       | 30 | 6  | 2 | 22 | 44  | 80  | −36  | 20  |                                        |
| 14  | Voința Dobreni         | 30 | 5  | 0 | 25 | 42  | 126 | −84  | 15  |                                        |
| 15  | Unirea Tămășeni        | 30 | 4  | 1 | 25 | 31  | 126 | −95  | 13  |                                        |
| 16  | LPS Piatra Neamț       | 30 | 2  | 1 | 27 | 37  | 151 | −114 | 7   |                                        |

#### Championship play-off
Championship play-off played in a single round-robin tournament between the best four teams of the regular season. The teams started the play-off with the following points: 1st place – 3 points, 2nd place – 2 points, 3rd place – 1 point, 4th place – 0 points.
All matches were played at Cimentul Stadium from Bicaz.
| Loc | Echipa                    | MJ | V | E | Î | GM | GP | DG | Pct | Calificare                           |   | VIC | SPR | BBO | VHO |
| --- | ------------------------- | -- | - | - | - | -- | -- | -- | --- | ------------------------------------ | - | --- | --- | --- | --- |
| 1   | Voința Ion Creangă (C, Q) | 3  | 2 | 0 | 1 | 11 | 12 | −1 | 9   | Qualification for promotion play-off |   | —   | 3–8 | 4–3 | 4–1 |
| 2   | Speranța Răucești         | 3  | 2 | 0 | 1 | 15 | 8  | +7 | 8   |                                      |   | —   | —   | 2–4 | 5–1 |
| 3   | Bradul Borca              | 3  | 2 | 0 | 1 | 11 | 9  | +2 | 7   |                                      | — | —   | —   | 4–3 |     |
| 4   | Victoria Horia            | 3  | 0 | 0 | 3 | 5  | 13 | −8 | 0   |                                      | — | —   | —   | —   |     |

### Olt
| Loc | Echipa                         | MJ | V  | E | Î  | GM | GP | DG  | Pct | Calificare sau retrogradare         |
| --- | ------------------------------ | -- | -- | - | -- | -- | -- | --- | --- | ----------------------------------- |
| 1   | Recolta Stoicănești (C, Q)     | 22 | 18 | 2 | 2  | 65 | 22 | +43 | 56  | Qualification to promotion play-off |
| 2   | Milcov                         | 22 | 17 | 2 | 3  | 67 | 18 | +49 | 53  |                                     |
| 3   | Vedea Văleni Nicolae Titulescu | 22 | 16 | 2 | 4  | 61 | 19 | +42 | 50  |                                     |
| 4   | Viitorul Grădinile             | 22 | 15 | 2 | 5  | 53 | 16 | +37 | 47  |                                     |
| 5   | Petrolul Potcoava              | 22 | 11 | 4 | 7  | 44 | 27 | +17 | 37  |                                     |
| 6   | Voința 2012 Băbiciu            | 22 | 11 | 2 | 9  | 42 | 30 | +12 | 35  |                                     |
| 7   | Avântul Coteana                | 22 | 9  | 3 | 10 | 32 | 40 | −8  | 30  |                                     |
| 8   | Victoria Dobrun                | 22 | 8  | 0 | 14 | 31 | 46 | −15 | 24  |                                     |
| 9   | Vedița Colonești               | 22 | 5  | 3 | 14 | 32 | 53 | −21 | 18  |                                     |
| 10  | Viitorul Rusănești             | 22 | 6  | 0 | 16 | 28 | 68 | −40 | 18  |                                     |
| 11  | Olt Scornicești                | 22 | 3  | 0 | 19 | 21 | 74 | −53 | 9   |                                     |
| 12  | Oltul Curtișoara               | 22 | 3  | 0 | 19 | 24 | 87 | −63 | 9   |                                     |

### Prahova
| Loc | Echipa                      | MJ | V  | E | Î  | GM  | GP  | DG   | Pct | Calificare sau retrogradare         |
| --- | --------------------------- | -- | -- | - | -- | --- | --- | ---- | --- | ----------------------------------- |
| 1   | Păulești (C, Q)             | 30 | 26 | 1 | 3  | 132 | 22  | +110 | 79  | Qualification to promotion play-off |
| 2   | Blejoi                      | 30 | 23 | 3 | 4  | 100 | 18  | +82  | 72  |                                     |
| 3   | Cornu                       | 30 | 21 | 3 | 6  | 90  | 35  | +55  | 66  |                                     |
| 4   | Bănești-Urleta              | 30 | 19 | 5 | 6  | 72  | 22  | +50  | 62  |                                     |
| 5   | Avântul Măneciu             | 30 | 17 | 4 | 9  | 82  | 66  | +16  | 55  |                                     |
| 6   | Teleajenul Vălenii de Munte | 30 | 14 | 8 | 8  | 68  | 47  | +21  | 50  |                                     |
| 7   | Plopeni                     | 30 | 14 | 6 | 10 | 47  | 33  | +14  | 48  |                                     |
| 8   | Tufeni Băicoi               | 30 | 11 | 5 | 14 | 53  | 64  | −11  | 38  |                                     |
| 9   | Astra II Ciorani            | 30 | 10 | 7 | 13 | 56  | 65  | −9   | 37  |                                     |
| 10  | Ceptura                     | 30 | 11 | 3 | 16 | 45  | 74  | −29  | 36  |                                     |
| 11  | Progresul Drăgănești        | 30 | 9  | 6 | 15 | 48  | 78  | −30  | 33  |                                     |
| 12  | Unirea Cocorăștii Colț      | 30 | 10 | 2 | 18 | 47  | 83  | −36  | 32  |                                     |
| 13  | Tricolorul Breaza           | 30 | 9  | 4 | 17 | 37  | 63  | −26  | 31  |                                     |
| 14  | Brebu                       | 30 | 8  | 3 | 19 | 43  | 83  | −40  | 27  |                                     |
| 15  | Unirea Urlați (R)           | 30 | 7  | 2 | 21 | 35  | 92  | −57  | 23  | Relegation to Liga V Prahova        |
| 16  | Voința Găzarul Surani (R)   | 30 | 0  | 0 | 30 | 22  | 132 | −110 | 0   | Relegation to Liga V Prahova        |

1. ↑  The results of the Voința Găzarul Surani from the second part of the season were approved with the score of 0–3 in favor of the opponents, according to the decision taken in the Executive Office on July 4.[51]

### Satu Mare
| Loc | Echipa                | MJ | V  | E | Î  | GM  | GP  | DG  | Pct | Calificare sau retrogradare         |
| --- | --------------------- | -- | -- | - | -- | --- | --- | --- | --- | ----------------------------------- |
| 1   | Recolta Dorolț (C, Q) | 24 | 20 | 3 | 1  | 102 | 29  | +73 | 63  | Qualification to promotion play-off |
| 2   | Someșul Oar           | 24 | 19 | 2 | 3  | 68  | 24  | +44 | 59  |                                     |
| 3   | Luceafărul Decebal    | 24 | 16 | 1 | 7  | 93  | 58  | +35 | 49  |                                     |
| 4   | Unirea Tășnad         | 24 | 15 | 3 | 6  | 79  | 38  | +41 | 48  |                                     |
| 5   | Talna Orașu Nou       | 24 | 15 | 1 | 8  | 80  | 51  | +29 | 46  |                                     |
| 6   | Voința Doba           | 24 | 11 | 4 | 9  | 64  | 56  | +8  | 37  |                                     |
| 7   | Victoria Carei        | 24 | 11 | 2 | 11 | 57  | 60  | −3  | 35  |                                     |
| 8   | Turul Micula          | 24 | 11 | 1 | 12 | 58  | 66  | −8  | 34  |                                     |
| 9   | Cetate 2010 Ardud     | 24 | 8  | 3 | 13 | 60  | 68  | −8  | 27  |                                     |
| 10  | Viitorul Vetiș        | 24 | 7  | 3 | 14 | 42  | 94  | −52 | 24  |                                     |
| 11  | Crasna Moftinu Mare   | 24 | 4  | 3 | 17 | 45  | 74  | −29 | 15  |                                     |
| 12  | Sportul Botiz         | 24 | 3  | 2 | 19 | 21  | 68  | −47 | 11  |                                     |
| 13  | Știința Beltiug       | 24 | 2  | 0 | 22 | 21  | 104 | −83 | 6   |                                     |

1. ↑  Sportul Botiz withdrew in the second part of the season and lost all remaining matches with 0–3.

### Sălaj
| Loc | Echipa                    | MJ | V  | E | Î  | GM  | GP | DG  | Pct | Calificare sau retrogradare         |
| --- | ------------------------- | -- | -- | - | -- | --- | -- | --- | --- | ----------------------------------- |
| 1   | Unirea Mirșid (C, Q)      | 26 | 21 | 2 | 3  | 100 | 34 | +66 | 65  | Qualification to promotion play-off |
| 2   | Rapid Jibou               | 26 | 19 | 3 | 4  | 113 | 30 | +83 | 60  |                                     |
| 3   | Dumbrava Gâlgău Almașului | 26 | 19 | 1 | 6  | 113 | 37 | +76 | 58  |                                     |
| 4   | Silvania Cehu Silvaniei   | 26 | 18 | 4 | 4  | 85  | 47 | +38 | 58  |                                     |
| 5   | Barcău Nușfalău           | 26 | 18 | 2 | 6  | 77  | 35 | +42 | 56  |                                     |
| 6   | Flacăra Halmășd           | 26 | 17 | 3 | 6  | 87  | 44 | +43 | 54  |                                     |
| 7   | Olimpic Bocșa             | 26 | 10 | 1 | 15 | 58  | 86 | −28 | 31  |                                     |
| 8   | Chieșd                    | 26 | 9  | 2 | 15 | 51  | 72 | −21 | 29  |                                     |
| 9   | Gloria Ban                | 26 | 8  | 3 | 15 | 48  | 77 | −29 | 27  |                                     |
| 10  | Crasna                    | 26 | 8  | 1 | 17 | 38  | 82 | −44 | 25  |                                     |
| 11  | Hida                      | 26 | 6  | 5 | 15 | 39  | 89 | −50 | 23  |                                     |
| 12  | Gloria Bobota             | 26 | 4  | 4 | 18 | 36  | 93 | −57 | 16  |                                     |
| 13  | Sportul Șimleu Silvaniei  | 26 | 4  | 2 | 20 | 23  | 92 | −69 | 14  |                                     |
| 14  | Benfica Ileanda           | 26 | 3  | 3 | 20 | 28  | 78 | −50 | 12  |                                     |

### Sibiu
| Loc | Echipa                    | MJ | V  | E | Î  | GM | GP | DG  | Pct | Calificare sau retrogradare         |
| --- | ------------------------- | -- | -- | - | -- | -- | -- | --- | --- | ----------------------------------- |
| 1   | Hermannstadt (C, Q)       | 22 | 22 | 0 | 0  | 99 | 12 | +87 | 66  | Qualification to promotion play-off |
| 2   | Păltiniș Rășinari         | 22 | 16 | 1 | 5  | 89 | 37 | +52 | 49  |                                     |
| 3   | Avrig                     | 22 | 13 | 4 | 5  | 53 | 23 | +30 | 43  |                                     |
| 4   | Unirea Miercurea Sibiului | 22 | 14 | 1 | 7  | 53 | 28 | +25 | 43  |                                     |
| 5   | Sparta Mediaș             | 22 | 13 | 2 | 7  | 53 | 36 | +17 | 41  |                                     |
| 6   | Voința Sibiu              | 22 | 13 | 2 | 7  | 49 | 45 | +4  | 41  |                                     |
| 7   | Tălmaciu                  | 22 | 7  | 5 | 10 | 46 | 44 | +2  | 26  |                                     |
| 8   | Agnita                    | 22 | 5  | 6 | 11 | 60 | 68 | −8  | 21  |                                     |
| 9   | Măgura Cisnădie II        | 22 | 4  | 4 | 14 | 38 | 74 | −36 | 16  |                                     |
| 10  | Continental Sibiu         | 22 | 4  | 2 | 16 | 21 | 68 | −47 | 14  |                                     |
| 11  | ASA Sibiu                 | 22 | 2  | 4 | 16 | 23 | 84 | −61 | 10  |                                     |
| 12  | Progresul Terezian Sibiu  | 22 | 2  | 3 | 17 | 23 | 88 | −65 | 9   |                                     |

### Suceava
| Loc | Echipa                    | MJ | V  | E | Î  | GM | GP  | DG  | Pct | Calificare sau retrogradare         |
| --- | ------------------------- | -- | -- | - | -- | -- | --- | --- | --- | ----------------------------------- |
| 1   | Șomuz Fălticeni (C, Q)    | 26 | 19 | 4 | 3  | 74 | 22  | +52 | 61  | Qualification to promotion play-off |
| 2   | Rapid CFR Suceava II      | 26 | 16 | 7 | 3  | 70 | 22  | +48 | 55  |                                     |
| 3   | Șomuzul Preutești         | 26 | 16 | 4 | 6  | 74 | 35  | +39 | 52  |                                     |
| 4   | Bradul Putna              | 26 | 17 | 1 | 8  | 73 | 46  | +27 | 52  |                                     |
| 5   | Dorna Vatra Dornei        | 26 | 17 | 0 | 9  | 72 | 32  | +40 | 51  |                                     |
| 6   | Viitorul Liteni           | 26 | 15 | 2 | 9  | 83 | 48  | +35 | 47  |                                     |
| 7   | Progresul Frătăuții Vechi | 26 | 14 | 1 | 11 | 50 | 52  | −2  | 43  |                                     |
| 8   | Victoria Vatra Moldoviței | 26 | 11 | 6 | 9  | 45 | 47  | −2  | 39  |                                     |
| 9   | Gura Humorului            | 26 | 10 | 6 | 10 | 26 | 33  | −7  | 36  |                                     |
| 10  | Bucovina Rădăuți II       | 26 | 8  | 2 | 16 | 50 | 81  | −31 | 26  |                                     |
| 11  | Moldova Drăgușeni         | 26 | 8  | 1 | 17 | 50 | 104 | −54 | 25  |                                     |
| 12  | Recolta Fântânele         | 26 | 6  | 3 | 17 | 39 | 66  | −27 | 21  |                                     |
| 13  | Viitorul Verești          | 26 | 4  | 2 | 20 | 38 | 88  | −50 | 14  |                                     |
| 14  | Știința Vicovu de Sus (R) | 26 | 0  | 3 | 23 | 10 | 79  | −69 | 3   | Relegation to Liga V Suceava        |

1. ↑  Știința Vicovu de Sus withdrew during the winter break and lost all matches from the second part with 0–3.

### Teleorman
| Loc | Echipa                 | MJ | V  | E | Î  | GM  | GP | DG   | Pct | Calificare sau retrogradare         |
| --- | ---------------------- | -- | -- | - | -- | --- | -- | ---- | --- | ----------------------------------- |
| 1   | Alexandria (C, Q)      | 30 | 28 | 1 | 1  | 128 | 13 | +115 | 85  | Qualification to promotion play-off |
| 2   | Unirea Brânceni        | 30 | 21 | 4 | 5  | 86  | 27 | +59  | 67  |                                     |
| 3   | Viață Nouă Olteni      | 30 | 20 | 4 | 6  | 103 | 38 | +65  | 64  |                                     |
| 4   | Unirea Petrolul Videle | 30 | 18 | 5 | 7  | 77  | 32 | +45  | 59  |                                     |
| 5   | Seaca                  | 30 | 15 | 7 | 8  | 79  | 48 | +31  | 52  |                                     |
| 6   | Rapid Buzescu          | 30 | 15 | 3 | 12 | 61  | 40 | +21  | 48  |                                     |
| 7   | Unirea Țigănești       | 30 | 14 | 5 | 11 | 83  | 66 | +17  | 47  |                                     |
| 8   | Voința Saelele         | 30 | 13 | 4 | 13 | 83  | 53 | +30  | 43  |                                     |
| 9   | Astra Plosca           | 30 | 11 | 5 | 14 | 47  | 64 | −17  | 38  |                                     |
| 10  | Metalul Peretu         | 30 | 11 | 3 | 16 | 48  | 59 | −11  | 36  |                                     |
| 11  | Nanov                  | 30 | 10 | 4 | 16 | 70  | 71 | −1   | 34  |                                     |
| 12  | Avântul Bragadiru      | 30 | 11 | 1 | 18 | 56  | 70 | −14  | 34  |                                     |
| 13  | Dunărea Zimnicea       | 30 | 8  | 5 | 17 | 40  | 51 | −11  | 29  |                                     |
| 14  | Atletic Orbeasca       | 30 | 7  | 3 | 20 | 41  | 75 | −34  | 24  |                                     |
| 15  | Metalul Frăsinet (R)   | 30 | 6  | 2 | 22 | 43  | 81 | −38  | 20  | Relegation to Liga V Teleorman      |
| 16  | Spicpo Poroschia (R)   | 30 | 2  | 2 | 26 | 33  | 96 | −63  | 8   | Relegation to Liga V Teleorman      |

1. 1 2  Metalul Frăsinet and Spicpo Poroschia withdrew from the championship after 16 rounds and lost all remaining matches with 0–3.[58][59]

### Timiș
| Loc | Echipa                    | MJ | V  | E | Î  | GM  | GP  | DG   | Pct | Calificare sau retrogradare         |
| --- | ------------------------- | -- | -- | - | -- | --- | --- | ---- | --- | ----------------------------------- |
| 1   | Ripensia Timișoara (C, Q) | 32 | 28 | 3 | 1  | 150 | 28  | +122 | 87  | Qualification to promotion play-off |
| 2   | Voința Mașloc             | 32 | 27 | 3 | 2  | 108 | 18  | +90  | 84  |                                     |
| 3   | Ghiroda                   | 32 | 26 | 1 | 5  | 117 | 38  | +79  | 73  |                                     |
| 4   | Progresul Gătaia          | 32 | 17 | 6 | 9  | 77  | 57  | +20  | 57  |                                     |
| 5   | Dumbrăvița                | 32 | 18 | 3 | 11 | 85  | 43  | +42  | 57  |                                     |
| 6   | Unirea Sânnicolau Mare    | 32 | 17 | 6 | 9  | 72  | 47  | +25  | 57  |                                     |
| 7   | Cocoșul Orțișoara         | 32 | 15 | 5 | 12 | 64  | 54  | +10  | 50  |                                     |
| 8   | Poli Timișoara II         | 32 | 15 | 4 | 13 | 96  | 53  | +43  | 49  |                                     |
| 9   | Voința Biled              | 32 | 14 | 3 | 15 | 62  | 55  | +7   | 45  |                                     |
| 10  | Avântul Periam            | 32 | 12 | 4 | 16 | 54  | 73  | −19  | 40  |                                     |
| 11  | Pobeda Dudeștii Vechi     | 32 | 10 | 3 | 19 | 61  | 97  | −36  | 33  |                                     |
| 12  | Timișul Șag               | 32 | 10 | 3 | 19 | 59  | 90  | −31  | 33  |                                     |
| 13  | Peciu Nou                 | 32 | 7  | 6 | 19 | 57  | 86  | −29  | 27  |                                     |
| 14  | Murani                    | 32 | 7  | 5 | 20 | 57  | 124 | −67  | 26  |                                     |
| 15  | Arsenal Flacăra Făget     | 32 | 8  | 1 | 23 | 46  | 114 | −68  | 25  |                                     |
| 16  | Marcel Băban Jimbolia     | 32 | 6  | 4 | 22 | 29  | 120 | −91  | 22  | Spared from relegation              |
| 17  | CFR Timișoara (R)         | 32 | 5  | 0 | 27 | 36  | 133 | −97  | 15  | Relegation to Liga V Timiș          |
| 18  | Lorena Giarmata Vii (D)   | 0  | 0  | 0 | 0  | 0   | 0   | 0    | 0   | Withdrew                            |

1. ↑  Ghiroda deducted 6 points.
2. ↑  Due to the promotion of Ripensia Timișoara to Liga III, Marcel Băban Jimbolia was spared from relegation.
3. ↑  Lorena Giarmata Vii  withdrew from the championship after 13 rounds and all its results were canceled.

### Tulcea
| Loc | Echipa                   | MJ | V  | E | Î  | GM | GP | DG  | Pct | Calificare sau retrogradare            |
| --- | ------------------------ | -- | -- | - | -- | -- | -- | --- | --- | -------------------------------------- |
| 1   | Șoimii Topolog (Q)       | 20 | 17 | 1 | 2  | 86 | 27 | +59 | 52  | Qualification to championship play-off |
| 2   | Pescărușul Sarichioi (Q) | 20 | 15 | 2 | 3  | 82 | 25 | +57 | 47  | Qualification to championship play-off |
| 3   | Triumf Cerna (Q)         | 20 | 10 | 2 | 8  | 56 | 52 | +4  | 32  | Qualification to championship play-off |
| 4   | Hamangia Baia (Q)        | 20 | 6  | 3 | 11 | 40 | 56 | −16 | 21  | Qualification to championship play-off |
| 5   | Granitul Babadag         | 20 | 4  | 3 | 13 | 35 | 67 | −32 | 15  |                                        |
| 6   | Delta Stars Tulcea       | 20 | 1  | 3 | 16 | 21 | 93 | −72 | 6   |                                        |

#### Championship play-off

##### Semi-finals
| Echipa 1             | Scor | Echipa 2      |
| -------------------- | ---- | ------------- |
| Pescărușul Sarichioi | 7–2  | Triumf Cerna  |
| Șoimii Topolog       | 4–0  | Hamangia Baia |

##### Final
| Echipa 1       | Scor           | Echipa 2             |
| -------------- | -------------- | -------------------- |
| Șoimii Topolog | 2–2 7–6 d.l.d. | Pescărușul Sarichioi |

Șoimii Topolog won the 2015–16 Liga IV Tulcea County and qualify to promotion play-off in Liga III.

### Vaslui
| Loc | Echipa              | MJ | V  | E | Î  | GM | GP | DG  | Pct | Calificare sau retrogradare            |
| --- | ------------------- | -- | -- | - | -- | -- | -- | --- | --- | -------------------------------------- |
| 1   | Pajura Huși (Q)     | 16 | 14 | 0 | 2  | 82 | 20 | +62 | 42  | Qualification to championship play-off |
| 2   | Vitis Șuletea (Q)   | 16 | 13 | 0 | 3  | 52 | 16 | +36 | 39  | Qualification to championship play-off |
| 3   | Gârceni (Q)         | 16 | 11 | 1 | 4  | 48 | 25 | +23 | 34  | Qualification to championship play-off |
| 4   | Sporting Bârlad (Q) | 16 | 9  | 2 | 5  | 49 | 28 | +21 | 29  | Qualification to championship play-off |
| 5   | Vaslui              | 16 | 9  | 0 | 7  | 45 | 41 | +4  | 27  |                                        |
| 6   | Multim Perieni      | 16 | 5  | 2 | 9  | 30 | 50 | −20 | 17  |                                        |
| 7   | Viitorul Rebricea   | 16 | 4  | 1 | 11 | 35 | 63 | −28 | 13  |                                        |
| 8   | Unirea Banca        | 16 | 3  | 1 | 12 | 28 | 72 | −44 | 10  |                                        |
| 9   | Flacăra Murgeni     | 16 | 0  | 1 | 15 | 20 | 74 | −54 | 1   |                                        |
| 10  | SMART Negrești (D)  | 0  | 0  | 0 | 0  | 0  | 0  | 0   | 0   | Withdrew                               |

1. ↑  SMART Negrești withdrew in the first part of the season and all its results were canceled.[62]

#### Championship play-off
| Loc | Echipa             | MJ | V | E | Î | GM | GP | DG  | Pct | Calificare                          |
| --- | ------------------ | -- | - | - | - | -- | -- | --- | --- | ----------------------------------- |
| 1   | Pajura Huși (C, Q) | 6  | 5 | 0 | 1 | 18 | 6  | +12 | 15  | Qualification to promotion play-off |
| 2   | Gârceni            | 6  | 4 | 0 | 2 | 15 | 14 | +1  | 12  |                                     |
| 3   | Sporting Bârlad    | 6  | 2 | 1 | 3 | 14 | 17 | −3  | 7   |                                     |
| 4   | Vitis Șuletea      | 6  | 0 | 1 | 5 | 6  | 16 | −10 | 1   |                                     |

### Vâlcea
| Loc | Echipa                     | MJ | V  | E | Î  | GM  | GP  | DG   | Pct | Calificare sau retrogradare         |
| --- | -------------------------- | -- | -- | - | -- | --- | --- | ---- | --- | ----------------------------------- |
| 1   | Șirineasa (Q)              | 30 | 23 | 4 | 3  | 97  | 17  | +80  | 73  | Qualification to promotion play-off |
| 2   | Flacăra Horezu             | 30 | 23 | 3 | 4  | 116 | 37  | +79  | 72  |                                     |
| 3   | Cavalerul Trac Cernișoara  | 30 | 20 | 3 | 7  | 91  | 41  | +50  | 63  |                                     |
| 4   | Cozia Călimănești          | 30 | 20 | 2 | 8  | 105 | 60  | +45  | 62  |                                     |
| 5   | Mihăești                   | 30 | 18 | 3 | 9  | 87  | 61  | +26  | 57  |                                     |
| 6   | Posada Perișani            | 30 | 17 | 5 | 8  | 102 | 43  | +59  | 56  |                                     |
| 7   | Unirea Tomșani             | 30 | 13 | 8 | 9  | 72  | 61  | +11  | 47  |                                     |
| 8   | Mădulari                   | 30 | 14 | 4 | 12 | 67  | 60  | +7   | 46  |                                     |
| 9   | Băbeni                     | 30 | 14 | 3 | 13 | 70  | 71  | −1   | 45  |                                     |
| 10  | Vointa Orlești             | 30 | 13 | 6 | 11 | 72  | 67  | +5   | 45  |                                     |
| 11  | Viitorul Dăești            | 30 | 14 | 2 | 14 | 76  | 76  | 0    | 44  |                                     |
| 12  | Viitorul Valea Mare        | 30 | 9  | 4 | 17 | 57  | 75  | −18  | 31  |                                     |
| 13  | Minerul Costești           | 30 | 5  | 3 | 22 | 44  | 129 | −85  | 18  |                                     |
| 14  | Minerul Ocnele Mari        | 30 | 5  | 2 | 23 | 33  | 92  | −59  | 17  |                                     |
| 15  | Chimia 2012 Râmnicu Vâlcea | 30 | 4  | 2 | 24 | 51  | 111 | −60  | 14  |                                     |
| 16  | Crețeni                    | 30 | 0  | 2 | 28 | 29  | 168 | −139 | 2   |                                     |

1. ↑  Minerul Ocnele Mari was excluded from the championship and lost all the remaining matches with 0–3.[65]

### Vrancea County

#### Seria 1
| Loc | Echipa                            | MJ | V | E | Î | GM | GP | DG  | Pct | Calificare                             |
| --- | --------------------------------- | -- | - | - | - | -- | -- | --- | --- | -------------------------------------- |
| 1   | Odobești (Q)                      | 12 | 8 | 3 | 1 | 43 | 20 | +23 | 27  | Qualification to championship play-off |
| 2   | Șoimii Internațional Mircești (Q) | 12 | 7 | 2 | 3 | 39 | 17 | +22 | 23  | Qualification to championship play-off |
| 3   | Voința Cârligele (Q)              | 12 | 7 | 2 | 3 | 30 | 19 | +11 | 23  | Qualification to championship play-off |
| 4   | Voința Răstoaca (Q)               | 12 | 6 | 2 | 4 | 31 | 19 | +12 | 20  | Qualification to championship play-off |
| 5   | Podgoria Cotești                  | 12 | 4 | 0 | 8 | 19 | 40 | −21 | 12  |                                        |
| 6   | Viitorul Biliești                 | 12 | 3 | 1 | 8 | 18 | 33 | −15 | 10  |                                        |
| 7   | Victoria Vânători                 | 12 | 1 | 2 | 9 | 15 | 47 | −32 | 5   |                                        |

#### Seria 2
| Loc | Echipa                   | MJ | V  | E | Î  | GM | GP | DG  | Pct | Calificare                             |
| --- | ------------------------ | -- | -- | - | -- | -- | -- | --- | --- | -------------------------------------- |
| 1   | Euromania Dumbrăveni (Q) | 12 | 10 | 1 | 1  | 67 | 6  | +61 | 31  | Qualification to championship play-off |
| 2   | Voința Slobozia Ciorăști | 12 | 10 | 0 | 2  | 37 | 16 | +21 | 30  | Ineligible for promotion               |
| 3   | Victoria Gugești (Q)     | 12 | 9  | 1 | 2  | 58 | 7  | +51 | 28  | Qualification to championship play-off |
| 4   | Dinamo Tătăranu          | 12 | 4  | 1 | 7  | 17 | 26 | −9  | 13  |                                        |
| 5   | Tractorul Nănești        | 12 | 4  | 1 | 7  | 23 | 44 | −21 | 13  |                                        |
| 6   | Unirea Milcovul          | 12 | 2  | 1 | 9  | 17 | 40 | −23 | 7   |                                        |
| 7   | Suraia                   | 12 | 0  | 1 | 11 | 6  | 86 | −80 | 1   |                                        |

#### Seria 3
| Loc | Echipa             | MJ | V | E | Î  | GM | GP | DG  | Pct | Calificare                             |
| --- | ------------------ | -- | - | - | -- | -- | -- | --- | --- | -------------------------------------- |
| 1   | Unirea Țifești (Q) | 10 | 8 | 0 | 2  | 43 | 15 | +28 | 24  | Qualification to championship play-off |
| 2   | Adjud              | 10 | 7 | 1 | 2  | 50 | 18 | +32 | 22  | Ineligible for promotion               |
| 3   | Voința Pufești (Q) | 10 | 6 | 1 | 3  | 29 | 21 | +8  | 19  | Qualification to championship play-off |
| 4   | Trotusul Ruginești | 10 | 6 | 0 | 4  | 26 | 27 | −1  | 18  |                                        |
| 5   | Viitorul Homocea   | 10 | 2 | 0 | 8  | 19 | 43 | −24 | 6   |                                        |
| 6   | Gloria Răcoasa     | 10 | 0 | 0 | 10 | 18 | 61 | −43 | 0   |                                        |

#### Group A
| Loc | Echipa                   | MJ | V | E | Î | GM | GP | DG  | Pct | Calificare                   |
| --- | ------------------------ | -- | - | - | - | -- | -- | --- | --- | ---------------------------- |
| 1   | Euromania Dumbrăveni (Q) | 6  | 5 | 1 | 0 | 22 | 5  | +17 | 16  | Qualification to semi-finals |
| 2   | Voința Răstoaca (Q)      | 6  | 3 | 1 | 2 | 14 | 12 | +2  | 10  | Qualification to semi-finals |
| 3   | Voința Cârligele         | 6  | 2 | 0 | 4 | 7  | 17 | −10 | 6   |                              |
| 4   | Victoria Gugești         | 6  | 1 | 0 | 5 | 7  | 16 | −9  | 3   |                              |

#### Group B
| Loc | Echipa                            | MJ | V | E | Î | GM | GP | DG  | Pct | Calificare                   |
| --- | --------------------------------- | -- | - | - | - | -- | -- | --- | --- | ---------------------------- |
| 1   | Șoimii Internațional Mircești (Q) | 6  | 4 | 2 | 0 | 22 | 12 | +10 | 14  | Qualification to semi-finals |
| 2   | Odobești (Q)                      | 6  | 3 | 1 | 2 | 23 | 14 | +9  | 10  | Qualification to semi-finals |
| 3   | Unirea Țifești                    | 6  | 2 | 1 | 3 | 13 | 11 | +2  | 7   |                              |
| 4   | Voința Pufești                    | 6  | 1 | 0 | 5 | 11 | 32 | −21 | 3   |                              |

##### Semi-finals
| Echipa 1        | Scor gen. | Echipa 2                      | Tur | Retur |
| --------------- | --------- | ----------------------------- | --- | ----- |
| Odobești        | 2–5       | Euromania Dumbrăveni          | 1–3 | 1–2   |
| Voința Răstoaca | 1–10      | Șoimii Internațional Mircești | 0–6 | 1–4   |

##### Final
| Echipa 1                      | Scor gen. | Echipa 2             | Tur | Retur |
| ----------------------------- | --------- | -------------------- | --- | ----- |
| Șoimii Internațional Mircești | 3–9       | Euromania Dumbrăveni | 1–5 | 2–4   |

Euromania Dumbrăveni won the 2015–16 Liga IV Vrancea County and qualify to promotion play-off in Liga III.